# Конски окончания
Конско окончание е финална фаза на шахматната игра (ендшпил) или шахматен етюд, в която освен двамата царе има само един или повече коне и пешки.
Конските окончания без пионки са до голяма степен тривиални: теоретично нито един кон не може да обяви мат. Два коня печелят само ако противникът е допуснал груба грешка, в противен случай те могат да постигнат само патова ситуация. За разлика от това, три коня (поне един от които трябва да е създаден чрез произвеждане на пешка) печелят без никакви проблеми; обаче, според пълен ретрограден компютърен анализ, принудителен мат на противниковия крал е възможен само в крайните полета. 
Теорията на ендшпила основно изследва 2 прости типа конски окончания, които са от практическо значение:
1. кон само от едната страна (рицар срещу пешки);
2. всяка страна има кон (при наличие на пешки).

В окончания от 1-ия тип, три и често 2 преминали пионки могат да бъдат по-силни от коня. Най-опасната проходна пешка за коня е крайната пешка поради ограничената маневреност на коня. В борбата срещу пешките конят проявява важно свойство – да поставя „бариери“ по пътя на вражеския цар.
При окончания от 2-ия тип допълнителна пешка, при равни други условия, обикновено осигурява печалба.

## Съотношения на силите
На практика се прави разлика между няколко типични първоначални случая:

### Кон срещу една или повече пешки
Въпреки че конят номинално струва повече от пешка, страната на коня обикновено се бори за равенство, тъй като преобразуването на пешка обикновено води до печалба за противниковата страна. Следователно конската дружина трябва надеждно да контролира полето за превръщане на пешката и ако нейният цар е твърде далеч, конят може да се наложи да се жертва срещу пешката. Тъй като конят има относително малък обсег на действие и особено на ръба на дъската, има по-малко възможности за придвижване, отколкото в центъра, той има най-много трудности да се бори с противоположни пионки на линиите a или h. Поради късото си разстояние, конят има и затруднения да се изправи срещу няколко пионки. Колкото с повече линии са разделени пешките, толкова по-трудно е за конската страна да постигне равенство. Колкото по-далеч са пешките от полето на произвеждане, толкова по-добри са шансовете за защита на конската страна. В повечето случаи тя няма шанс срещу три пешки, въпреки че има няколко изключения.
Единственият начин страната на коня да реализира печалба е когато царят на противника е затворен пред собствената си пешка. Ако пешките могат да бъдат принудени да издърпат своя цар в ъгъла на дъската и да вземат последния квадрат за бягство със собствената си пешка, конят може да даде задушен мат.

### Кон и пешка срещу кон
Този финал често завършва с равенство, защото губещата страна може да жертва своя кон срещу останалата пешка. В някои ситуации, в които пешката вече е добре напреднала и е подкрепена от своя крал, по-силната страна има възможността да жертва собствения си кон, за да отвлече вниманието на защитаващия се кон от контрола върху полето за преобразуване на пешката.
|   | a | b | c | d | e | f | g | h |   |
| 8 | черен цар на черно поле d8 · бял кон на черно поле a7 · бяла пешка на бяло поле a6 · черен кон на бяло поле b1 · бял цар на бяло поле d1 | черен цар на черно поле d8 · бял кон на черно поле a7 · бяла пешка на бяло поле a6 · черен кон на бяло поле b1 · бял цар на бяло поле d1 | черен цар на черно поле d8 · бял кон на черно поле a7 · бяла пешка на бяло поле a6 · черен кон на бяло поле b1 · бял цар на бяло поле d1 | черен цар на черно поле d8 · бял кон на черно поле a7 · бяла пешка на бяло поле a6 · черен кон на бяло поле b1 · бял цар на бяло поле d1 | черен цар на черно поле d8 · бял кон на черно поле a7 · бяла пешка на бяло поле a6 · черен кон на бяло поле b1 · бял цар на бяло поле d1 | черен цар на черно поле d8 · бял кон на черно поле a7 · бяла пешка на бяло поле a6 · черен кон на бяло поле b1 · бял цар на бяло поле d1 | черен цар на черно поле d8 · бял кон на черно поле a7 · бяла пешка на бяло поле a6 · черен кон на бяло поле b1 · бял цар на бяло поле d1 | черен цар на черно поле d8 · бял кон на черно поле a7 · бяла пешка на бяло поле a6 · черен кон на бяло поле b1 · бял цар на бяло поле d1 | 8 |
| 7 | черен цар на черно поле d8 · бял кон на черно поле a7 · бяла пешка на бяло поле a6 · черен кон на бяло поле b1 · бял цар на бяло поле d1 | черен цар на черно поле d8 · бял кон на черно поле a7 · бяла пешка на бяло поле a6 · черен кон на бяло поле b1 · бял цар на бяло поле d1 | черен цар на черно поле d8 · бял кон на черно поле a7 · бяла пешка на бяло поле a6 · черен кон на бяло поле b1 · бял цар на бяло поле d1 | черен цар на черно поле d8 · бял кон на черно поле a7 · бяла пешка на бяло поле a6 · черен кон на бяло поле b1 · бял цар на бяло поле d1 | черен цар на черно поле d8 · бял кон на черно поле a7 · бяла пешка на бяло поле a6 · черен кон на бяло поле b1 · бял цар на бяло поле d1 | черен цар на черно поле d8 · бял кон на черно поле a7 · бяла пешка на бяло поле a6 · черен кон на бяло поле b1 · бял цар на бяло поле d1 | черен цар на черно поле d8 · бял кон на черно поле a7 · бяла пешка на бяло поле a6 · черен кон на бяло поле b1 · бял цар на бяло поле d1 | черен цар на черно поле d8 · бял кон на черно поле a7 · бяла пешка на бяло поле a6 · черен кон на бяло поле b1 · бял цар на бяло поле d1 | 7 |
| 6 | черен цар на черно поле d8 · бял кон на черно поле a7 · бяла пешка на бяло поле a6 · черен кон на бяло поле b1 · бял цар на бяло поле d1 | черен цар на черно поле d8 · бял кон на черно поле a7 · бяла пешка на бяло поле a6 · черен кон на бяло поле b1 · бял цар на бяло поле d1 | черен цар на черно поле d8 · бял кон на черно поле a7 · бяла пешка на бяло поле a6 · черен кон на бяло поле b1 · бял цар на бяло поле d1 | черен цар на черно поле d8 · бял кон на черно поле a7 · бяла пешка на бяло поле a6 · черен кон на бяло поле b1 · бял цар на бяло поле d1 | черен цар на черно поле d8 · бял кон на черно поле a7 · бяла пешка на бяло поле a6 · черен кон на бяло поле b1 · бял цар на бяло поле d1 | черен цар на черно поле d8 · бял кон на черно поле a7 · бяла пешка на бяло поле a6 · черен кон на бяло поле b1 · бял цар на бяло поле d1 | черен цар на черно поле d8 · бял кон на черно поле a7 · бяла пешка на бяло поле a6 · черен кон на бяло поле b1 · бял цар на бяло поле d1 | черен цар на черно поле d8 · бял кон на черно поле a7 · бяла пешка на бяло поле a6 · черен кон на бяло поле b1 · бял цар на бяло поле d1 | 6 |
| 5 | черен цар на черно поле d8 · бял кон на черно поле a7 · бяла пешка на бяло поле a6 · черен кон на бяло поле b1 · бял цар на бяло поле d1 | черен цар на черно поле d8 · бял кон на черно поле a7 · бяла пешка на бяло поле a6 · черен кон на бяло поле b1 · бял цар на бяло поле d1 | черен цар на черно поле d8 · бял кон на черно поле a7 · бяла пешка на бяло поле a6 · черен кон на бяло поле b1 · бял цар на бяло поле d1 | черен цар на черно поле d8 · бял кон на черно поле a7 · бяла пешка на бяло поле a6 · черен кон на бяло поле b1 · бял цар на бяло поле d1 | черен цар на черно поле d8 · бял кон на черно поле a7 · бяла пешка на бяло поле a6 · черен кон на бяло поле b1 · бял цар на бяло поле d1 | черен цар на черно поле d8 · бял кон на черно поле a7 · бяла пешка на бяло поле a6 · черен кон на бяло поле b1 · бял цар на бяло поле d1 | черен цар на черно поле d8 · бял кон на черно поле a7 · бяла пешка на бяло поле a6 · черен кон на бяло поле b1 · бял цар на бяло поле d1 | черен цар на черно поле d8 · бял кон на черно поле a7 · бяла пешка на бяло поле a6 · черен кон на бяло поле b1 · бял цар на бяло поле d1 | 5 |
| 4 | черен цар на черно поле d8 · бял кон на черно поле a7 · бяла пешка на бяло поле a6 · черен кон на бяло поле b1 · бял цар на бяло поле d1 | черен цар на черно поле d8 · бял кон на черно поле a7 · бяла пешка на бяло поле a6 · черен кон на бяло поле b1 · бял цар на бяло поле d1 | черен цар на черно поле d8 · бял кон на черно поле a7 · бяла пешка на бяло поле a6 · черен кон на бяло поле b1 · бял цар на бяло поле d1 | черен цар на черно поле d8 · бял кон на черно поле a7 · бяла пешка на бяло поле a6 · черен кон на бяло поле b1 · бял цар на бяло поле d1 | черен цар на черно поле d8 · бял кон на черно поле a7 · бяла пешка на бяло поле a6 · черен кон на бяло поле b1 · бял цар на бяло поле d1 | черен цар на черно поле d8 · бял кон на черно поле a7 · бяла пешка на бяло поле a6 · черен кон на бяло поле b1 · бял цар на бяло поле d1 | черен цар на черно поле d8 · бял кон на черно поле a7 · бяла пешка на бяло поле a6 · черен кон на бяло поле b1 · бял цар на бяло поле d1 | черен цар на черно поле d8 · бял кон на черно поле a7 · бяла пешка на бяло поле a6 · черен кон на бяло поле b1 · бял цар на бяло поле d1 | 4 |
| 3 | черен цар на черно поле d8 · бял кон на черно поле a7 · бяла пешка на бяло поле a6 · черен кон на бяло поле b1 · бял цар на бяло поле d1 | черен цар на черно поле d8 · бял кон на черно поле a7 · бяла пешка на бяло поле a6 · черен кон на бяло поле b1 · бял цар на бяло поле d1 | черен цар на черно поле d8 · бял кон на черно поле a7 · бяла пешка на бяло поле a6 · черен кон на бяло поле b1 · бял цар на бяло поле d1 | черен цар на черно поле d8 · бял кон на черно поле a7 · бяла пешка на бяло поле a6 · черен кон на бяло поле b1 · бял цар на бяло поле d1 | черен цар на черно поле d8 · бял кон на черно поле a7 · бяла пешка на бяло поле a6 · черен кон на бяло поле b1 · бял цар на бяло поле d1 | черен цар на черно поле d8 · бял кон на черно поле a7 · бяла пешка на бяло поле a6 · черен кон на бяло поле b1 · бял цар на бяло поле d1 | черен цар на черно поле d8 · бял кон на черно поле a7 · бяла пешка на бяло поле a6 · черен кон на бяло поле b1 · бял цар на бяло поле d1 | черен цар на черно поле d8 · бял кон на черно поле a7 · бяла пешка на бяло поле a6 · черен кон на бяло поле b1 · бял цар на бяло поле d1 | 3 |
| 2 | черен цар на черно поле d8 · бял кон на черно поле a7 · бяла пешка на бяло поле a6 · черен кон на бяло поле b1 · бял цар на бяло поле d1 | черен цар на черно поле d8 · бял кон на черно поле a7 · бяла пешка на бяло поле a6 · черен кон на бяло поле b1 · бял цар на бяло поле d1 | черен цар на черно поле d8 · бял кон на черно поле a7 · бяла пешка на бяло поле a6 · черен кон на бяло поле b1 · бял цар на бяло поле d1 | черен цар на черно поле d8 · бял кон на черно поле a7 · бяла пешка на бяло поле a6 · черен кон на бяло поле b1 · бял цар на бяло поле d1 | черен цар на черно поле d8 · бял кон на черно поле a7 · бяла пешка на бяло поле a6 · черен кон на бяло поле b1 · бял цар на бяло поле d1 | черен цар на черно поле d8 · бял кон на черно поле a7 · бяла пешка на бяло поле a6 · черен кон на бяло поле b1 · бял цар на бяло поле d1 | черен цар на черно поле d8 · бял кон на черно поле a7 · бяла пешка на бяло поле a6 · черен кон на бяло поле b1 · бял цар на бяло поле d1 | черен цар на черно поле d8 · бял кон на черно поле a7 · бяла пешка на бяло поле a6 · черен кон на бяло поле b1 · бял цар на бяло поле d1 | 2 |
| 1 | черен цар на черно поле d8 · бял кон на черно поле a7 · бяла пешка на бяло поле a6 · черен кон на бяло поле b1 · бял цар на бяло поле d1 | черен цар на черно поле d8 · бял кон на черно поле a7 · бяла пешка на бяло поле a6 · черен кон на бяло поле b1 · бял цар на бяло поле d1 | черен цар на черно поле d8 · бял кон на черно поле a7 · бяла пешка на бяло поле a6 · черен кон на бяло поле b1 · бял цар на бяло поле d1 | черен цар на черно поле d8 · бял кон на черно поле a7 · бяла пешка на бяло поле a6 · черен кон на бяло поле b1 · бял цар на бяло поле d1 | черен цар на черно поле d8 · бял кон на черно поле a7 · бяла пешка на бяло поле a6 · черен кон на бяло поле b1 · бял цар на бяло поле d1 | черен цар на черно поле d8 · бял кон на черно поле a7 · бяла пешка на бяло поле a6 · черен кон на бяло поле b1 · бял цар на бяло поле d1 | черен цар на черно поле d8 · бял кон на черно поле a7 · бяла пешка на бяло поле a6 · черен кон на бяло поле b1 · бял цар на бяло поле d1 | черен цар на черно поле d8 · бял кон на черно поле a7 · бяла пешка на бяло поле a6 · черен кон на бяло поле b1 · бял цар на бяло поле d1 | 1 |
|   | a | b | c | d | e | f | g | h |   |

Както показва етюдът на диаграма 1, мотивът за разсейване е подходящ и за защита. В тази позиция пионката се поддържа само от коня. Ето защо се препоръчва повишено внимание при контрол над група полета (доминация).
Решение:
1. Кb5 Цc8. В такава позиция не бива да се позволява на черния кон да дава шах, при което белите играят принудителни ходове с царя. Затова сега се избягва 2. Цc2? Кa3 +! Завличане на белия кон на неудачно поле. Черният кон отвлича вниманието на белите от основната им задача – опазване и произвеждане на пешката. Принудително е 3. К:a3 Цс7! (Белият цар заема полето c2 и пречи на своя кон да опази пешката с единствено възможната маневра Кс2–Кb4.) 4. Кc4 Цb8 и пионката е загубена или 4. a7 Цb7! 5. Кb5 Цa8! заема крепост в ъгъла и теоретично реми. Така че по-добре

2. Цc1! Кa3
3. К:a3 Цc7
4. Кc2! Цb6
5. Кb4 Целта е постигната: конят пази пешката зад нея, белите приближават царя и печелят. 

### Кон и пешка срещу кон и пешка
Подобно на пешечните окончания и за разлика от финалите с тежки фигури дама или топа, при конските окончания материалното превъзходство на едната страна често е достатъчно за победа. В противен случай, както и при други ендшпили, това зависи от позиционни фактори като активна позиция на фигурите, проходни пешки и т.н.

### Два коня срещу пешка
|   | a | b | c | d | e | f | g | h |   |
| 8 | бял кон на черно поле b8 · черна пешка на бяло поле a6 · черен цар на бяло поле c2 · бял кон на бяло поле e2 · бял цар на черно поле a1 | бял кон на черно поле b8 · черна пешка на бяло поле a6 · черен цар на бяло поле c2 · бял кон на бяло поле e2 · бял цар на черно поле a1 | бял кон на черно поле b8 · черна пешка на бяло поле a6 · черен цар на бяло поле c2 · бял кон на бяло поле e2 · бял цар на черно поле a1 | бял кон на черно поле b8 · черна пешка на бяло поле a6 · черен цар на бяло поле c2 · бял кон на бяло поле e2 · бял цар на черно поле a1 | бял кон на черно поле b8 · черна пешка на бяло поле a6 · черен цар на бяло поле c2 · бял кон на бяло поле e2 · бял цар на черно поле a1 | бял кон на черно поле b8 · черна пешка на бяло поле a6 · черен цар на бяло поле c2 · бял кон на бяло поле e2 · бял цар на черно поле a1 | бял кон на черно поле b8 · черна пешка на бяло поле a6 · черен цар на бяло поле c2 · бял кон на бяло поле e2 · бял цар на черно поле a1 | бял кон на черно поле b8 · черна пешка на бяло поле a6 · черен цар на бяло поле c2 · бял кон на бяло поле e2 · бял цар на черно поле a1 | 8 |
| 7 | бял кон на черно поле b8 · черна пешка на бяло поле a6 · черен цар на бяло поле c2 · бял кон на бяло поле e2 · бял цар на черно поле a1 | бял кон на черно поле b8 · черна пешка на бяло поле a6 · черен цар на бяло поле c2 · бял кон на бяло поле e2 · бял цар на черно поле a1 | бял кон на черно поле b8 · черна пешка на бяло поле a6 · черен цар на бяло поле c2 · бял кон на бяло поле e2 · бял цар на черно поле a1 | бял кон на черно поле b8 · черна пешка на бяло поле a6 · черен цар на бяло поле c2 · бял кон на бяло поле e2 · бял цар на черно поле a1 | бял кон на черно поле b8 · черна пешка на бяло поле a6 · черен цар на бяло поле c2 · бял кон на бяло поле e2 · бял цар на черно поле a1 | бял кон на черно поле b8 · черна пешка на бяло поле a6 · черен цар на бяло поле c2 · бял кон на бяло поле e2 · бял цар на черно поле a1 | бял кон на черно поле b8 · черна пешка на бяло поле a6 · черен цар на бяло поле c2 · бял кон на бяло поле e2 · бял цар на черно поле a1 | бял кон на черно поле b8 · черна пешка на бяло поле a6 · черен цар на бяло поле c2 · бял кон на бяло поле e2 · бял цар на черно поле a1 | 7 |
| 6 | бял кон на черно поле b8 · черна пешка на бяло поле a6 · черен цар на бяло поле c2 · бял кон на бяло поле e2 · бял цар на черно поле a1 | бял кон на черно поле b8 · черна пешка на бяло поле a6 · черен цар на бяло поле c2 · бял кон на бяло поле e2 · бял цар на черно поле a1 | бял кон на черно поле b8 · черна пешка на бяло поле a6 · черен цар на бяло поле c2 · бял кон на бяло поле e2 · бял цар на черно поле a1 | бял кон на черно поле b8 · черна пешка на бяло поле a6 · черен цар на бяло поле c2 · бял кон на бяло поле e2 · бял цар на черно поле a1 | бял кон на черно поле b8 · черна пешка на бяло поле a6 · черен цар на бяло поле c2 · бял кон на бяло поле e2 · бял цар на черно поле a1 | бял кон на черно поле b8 · черна пешка на бяло поле a6 · черен цар на бяло поле c2 · бял кон на бяло поле e2 · бял цар на черно поле a1 | бял кон на черно поле b8 · черна пешка на бяло поле a6 · черен цар на бяло поле c2 · бял кон на бяло поле e2 · бял цар на черно поле a1 | бял кон на черно поле b8 · черна пешка на бяло поле a6 · черен цар на бяло поле c2 · бял кон на бяло поле e2 · бял цар на черно поле a1 | 6 |
| 5 | бял кон на черно поле b8 · черна пешка на бяло поле a6 · черен цар на бяло поле c2 · бял кон на бяло поле e2 · бял цар на черно поле a1 | бял кон на черно поле b8 · черна пешка на бяло поле a6 · черен цар на бяло поле c2 · бял кон на бяло поле e2 · бял цар на черно поле a1 | бял кон на черно поле b8 · черна пешка на бяло поле a6 · черен цар на бяло поле c2 · бял кон на бяло поле e2 · бял цар на черно поле a1 | бял кон на черно поле b8 · черна пешка на бяло поле a6 · черен цар на бяло поле c2 · бял кон на бяло поле e2 · бял цар на черно поле a1 | бял кон на черно поле b8 · черна пешка на бяло поле a6 · черен цар на бяло поле c2 · бял кон на бяло поле e2 · бял цар на черно поле a1 | бял кон на черно поле b8 · черна пешка на бяло поле a6 · черен цар на бяло поле c2 · бял кон на бяло поле e2 · бял цар на черно поле a1 | бял кон на черно поле b8 · черна пешка на бяло поле a6 · черен цар на бяло поле c2 · бял кон на бяло поле e2 · бял цар на черно поле a1 | бял кон на черно поле b8 · черна пешка на бяло поле a6 · черен цар на бяло поле c2 · бял кон на бяло поле e2 · бял цар на черно поле a1 | 5 |
| 4 | бял кон на черно поле b8 · черна пешка на бяло поле a6 · черен цар на бяло поле c2 · бял кон на бяло поле e2 · бял цар на черно поле a1 | бял кон на черно поле b8 · черна пешка на бяло поле a6 · черен цар на бяло поле c2 · бял кон на бяло поле e2 · бял цар на черно поле a1 | бял кон на черно поле b8 · черна пешка на бяло поле a6 · черен цар на бяло поле c2 · бял кон на бяло поле e2 · бял цар на черно поле a1 | бял кон на черно поле b8 · черна пешка на бяло поле a6 · черен цар на бяло поле c2 · бял кон на бяло поле e2 · бял цар на черно поле a1 | бял кон на черно поле b8 · черна пешка на бяло поле a6 · черен цар на бяло поле c2 · бял кон на бяло поле e2 · бял цар на черно поле a1 | бял кон на черно поле b8 · черна пешка на бяло поле a6 · черен цар на бяло поле c2 · бял кон на бяло поле e2 · бял цар на черно поле a1 | бял кон на черно поле b8 · черна пешка на бяло поле a6 · черен цар на бяло поле c2 · бял кон на бяло поле e2 · бял цар на черно поле a1 | бял кон на черно поле b8 · черна пешка на бяло поле a6 · черен цар на бяло поле c2 · бял кон на бяло поле e2 · бял цар на черно поле a1 | 4 |
| 3 | бял кон на черно поле b8 · черна пешка на бяло поле a6 · черен цар на бяло поле c2 · бял кон на бяло поле e2 · бял цар на черно поле a1 | бял кон на черно поле b8 · черна пешка на бяло поле a6 · черен цар на бяло поле c2 · бял кон на бяло поле e2 · бял цар на черно поле a1 | бял кон на черно поле b8 · черна пешка на бяло поле a6 · черен цар на бяло поле c2 · бял кон на бяло поле e2 · бял цар на черно поле a1 | бял кон на черно поле b8 · черна пешка на бяло поле a6 · черен цар на бяло поле c2 · бял кон на бяло поле e2 · бял цар на черно поле a1 | бял кон на черно поле b8 · черна пешка на бяло поле a6 · черен цар на бяло поле c2 · бял кон на бяло поле e2 · бял цар на черно поле a1 | бял кон на черно поле b8 · черна пешка на бяло поле a6 · черен цар на бяло поле c2 · бял кон на бяло поле e2 · бял цар на черно поле a1 | бял кон на черно поле b8 · черна пешка на бяло поле a6 · черен цар на бяло поле c2 · бял кон на бяло поле e2 · бял цар на черно поле a1 | бял кон на черно поле b8 · черна пешка на бяло поле a6 · черен цар на бяло поле c2 · бял кон на бяло поле e2 · бял цар на черно поле a1 | 3 |
| 2 | бял кон на черно поле b8 · черна пешка на бяло поле a6 · черен цар на бяло поле c2 · бял кон на бяло поле e2 · бял цар на черно поле a1 | бял кон на черно поле b8 · черна пешка на бяло поле a6 · черен цар на бяло поле c2 · бял кон на бяло поле e2 · бял цар на черно поле a1 | бял кон на черно поле b8 · черна пешка на бяло поле a6 · черен цар на бяло поле c2 · бял кон на бяло поле e2 · бял цар на черно поле a1 | бял кон на черно поле b8 · черна пешка на бяло поле a6 · черен цар на бяло поле c2 · бял кон на бяло поле e2 · бял цар на черно поле a1 | бял кон на черно поле b8 · черна пешка на бяло поле a6 · черен цар на бяло поле c2 · бял кон на бяло поле e2 · бял цар на черно поле a1 | бял кон на черно поле b8 · черна пешка на бяло поле a6 · черен цар на бяло поле c2 · бял кон на бяло поле e2 · бял цар на черно поле a1 | бял кон на черно поле b8 · черна пешка на бяло поле a6 · черен цар на бяло поле c2 · бял кон на бяло поле e2 · бял цар на черно поле a1 | бял кон на черно поле b8 · черна пешка на бяло поле a6 · черен цар на бяло поле c2 · бял кон на бяло поле e2 · бял цар на черно поле a1 | 2 |
| 1 | бял кон на черно поле b8 · черна пешка на бяло поле a6 · черен цар на бяло поле c2 · бял кон на бяло поле e2 · бял цар на черно поле a1 | бял кон на черно поле b8 · черна пешка на бяло поле a6 · черен цар на бяло поле c2 · бял кон на бяло поле e2 · бял цар на черно поле a1 | бял кон на черно поле b8 · черна пешка на бяло поле a6 · черен цар на бяло поле c2 · бял кон на бяло поле e2 · бял цар на черно поле a1 | бял кон на черно поле b8 · черна пешка на бяло поле a6 · черен цар на бяло поле c2 · бял кон на бяло поле e2 · бял цар на черно поле a1 | бял кон на черно поле b8 · черна пешка на бяло поле a6 · черен цар на бяло поле c2 · бял кон на бяло поле e2 · бял цар на черно поле a1 | бял кон на черно поле b8 · черна пешка на бяло поле a6 · черен цар на бяло поле c2 · бял кон на бяло поле e2 · бял цар на черно поле a1 | бял кон на черно поле b8 · черна пешка на бяло поле a6 · черен цар на бяло поле c2 · бял кон на бяло поле e2 · бял цар на черно поле a1 | бял кон на черно поле b8 · черна пешка на бяло поле a6 · черен цар на бяло поле c2 · бял кон на бяло поле e2 · бял цар на черно поле a1 | 1 |
|   | a | b | c | d | e | f | g | h |   |

|   | a | b | c | d | e | f | g | h |   |
| 8 | черна пешка на черно поле b6 · черна пешка на бяло поле g6 · черна пешка на черно поле c5 · черна пешка на бяло поле f5 · черна пешка на бяло поле a4 · черна пешка на черно поле d4 · черна пешка на бяло поле e4 · черна пешка на черно поле h4 | черна пешка на черно поле b6 · черна пешка на бяло поле g6 · черна пешка на черно поле c5 · черна пешка на бяло поле f5 · черна пешка на бяло поле a4 · черна пешка на черно поле d4 · черна пешка на бяло поле e4 · черна пешка на черно поле h4 | черна пешка на черно поле b6 · черна пешка на бяло поле g6 · черна пешка на черно поле c5 · черна пешка на бяло поле f5 · черна пешка на бяло поле a4 · черна пешка на черно поле d4 · черна пешка на бяло поле e4 · черна пешка на черно поле h4 | черна пешка на черно поле b6 · черна пешка на бяло поле g6 · черна пешка на черно поле c5 · черна пешка на бяло поле f5 · черна пешка на бяло поле a4 · черна пешка на черно поле d4 · черна пешка на бяло поле e4 · черна пешка на черно поле h4 | черна пешка на черно поле b6 · черна пешка на бяло поле g6 · черна пешка на черно поле c5 · черна пешка на бяло поле f5 · черна пешка на бяло поле a4 · черна пешка на черно поле d4 · черна пешка на бяло поле e4 · черна пешка на черно поле h4 | черна пешка на черно поле b6 · черна пешка на бяло поле g6 · черна пешка на черно поле c5 · черна пешка на бяло поле f5 · черна пешка на бяло поле a4 · черна пешка на черно поле d4 · черна пешка на бяло поле e4 · черна пешка на черно поле h4 | черна пешка на черно поле b6 · черна пешка на бяло поле g6 · черна пешка на черно поле c5 · черна пешка на бяло поле f5 · черна пешка на бяло поле a4 · черна пешка на черно поле d4 · черна пешка на бяло поле e4 · черна пешка на черно поле h4 | черна пешка на черно поле b6 · черна пешка на бяло поле g6 · черна пешка на черно поле c5 · черна пешка на бяло поле f5 · черна пешка на бяло поле a4 · черна пешка на черно поле d4 · черна пешка на бяло поле e4 · черна пешка на черно поле h4 | 8 |
| 7 | черна пешка на черно поле b6 · черна пешка на бяло поле g6 · черна пешка на черно поле c5 · черна пешка на бяло поле f5 · черна пешка на бяло поле a4 · черна пешка на черно поле d4 · черна пешка на бяло поле e4 · черна пешка на черно поле h4 | черна пешка на черно поле b6 · черна пешка на бяло поле g6 · черна пешка на черно поле c5 · черна пешка на бяло поле f5 · черна пешка на бяло поле a4 · черна пешка на черно поле d4 · черна пешка на бяло поле e4 · черна пешка на черно поле h4 | черна пешка на черно поле b6 · черна пешка на бяло поле g6 · черна пешка на черно поле c5 · черна пешка на бяло поле f5 · черна пешка на бяло поле a4 · черна пешка на черно поле d4 · черна пешка на бяло поле e4 · черна пешка на черно поле h4 | черна пешка на черно поле b6 · черна пешка на бяло поле g6 · черна пешка на черно поле c5 · черна пешка на бяло поле f5 · черна пешка на бяло поле a4 · черна пешка на черно поле d4 · черна пешка на бяло поле e4 · черна пешка на черно поле h4 | черна пешка на черно поле b6 · черна пешка на бяло поле g6 · черна пешка на черно поле c5 · черна пешка на бяло поле f5 · черна пешка на бяло поле a4 · черна пешка на черно поле d4 · черна пешка на бяло поле e4 · черна пешка на черно поле h4 | черна пешка на черно поле b6 · черна пешка на бяло поле g6 · черна пешка на черно поле c5 · черна пешка на бяло поле f5 · черна пешка на бяло поле a4 · черна пешка на черно поле d4 · черна пешка на бяло поле e4 · черна пешка на черно поле h4 | черна пешка на черно поле b6 · черна пешка на бяло поле g6 · черна пешка на черно поле c5 · черна пешка на бяло поле f5 · черна пешка на бяло поле a4 · черна пешка на черно поле d4 · черна пешка на бяло поле e4 · черна пешка на черно поле h4 | черна пешка на черно поле b6 · черна пешка на бяло поле g6 · черна пешка на черно поле c5 · черна пешка на бяло поле f5 · черна пешка на бяло поле a4 · черна пешка на черно поле d4 · черна пешка на бяло поле e4 · черна пешка на черно поле h4 | 7 |
| 6 | черна пешка на черно поле b6 · черна пешка на бяло поле g6 · черна пешка на черно поле c5 · черна пешка на бяло поле f5 · черна пешка на бяло поле a4 · черна пешка на черно поле d4 · черна пешка на бяло поле e4 · черна пешка на черно поле h4 | черна пешка на черно поле b6 · черна пешка на бяло поле g6 · черна пешка на черно поле c5 · черна пешка на бяло поле f5 · черна пешка на бяло поле a4 · черна пешка на черно поле d4 · черна пешка на бяло поле e4 · черна пешка на черно поле h4 | черна пешка на черно поле b6 · черна пешка на бяло поле g6 · черна пешка на черно поле c5 · черна пешка на бяло поле f5 · черна пешка на бяло поле a4 · черна пешка на черно поле d4 · черна пешка на бяло поле e4 · черна пешка на черно поле h4 | черна пешка на черно поле b6 · черна пешка на бяло поле g6 · черна пешка на черно поле c5 · черна пешка на бяло поле f5 · черна пешка на бяло поле a4 · черна пешка на черно поле d4 · черна пешка на бяло поле e4 · черна пешка на черно поле h4 | черна пешка на черно поле b6 · черна пешка на бяло поле g6 · черна пешка на черно поле c5 · черна пешка на бяло поле f5 · черна пешка на бяло поле a4 · черна пешка на черно поле d4 · черна пешка на бяло поле e4 · черна пешка на черно поле h4 | черна пешка на черно поле b6 · черна пешка на бяло поле g6 · черна пешка на черно поле c5 · черна пешка на бяло поле f5 · черна пешка на бяло поле a4 · черна пешка на черно поле d4 · черна пешка на бяло поле e4 · черна пешка на черно поле h4 | черна пешка на черно поле b6 · черна пешка на бяло поле g6 · черна пешка на черно поле c5 · черна пешка на бяло поле f5 · черна пешка на бяло поле a4 · черна пешка на черно поле d4 · черна пешка на бяло поле e4 · черна пешка на черно поле h4 | черна пешка на черно поле b6 · черна пешка на бяло поле g6 · черна пешка на черно поле c5 · черна пешка на бяло поле f5 · черна пешка на бяло поле a4 · черна пешка на черно поле d4 · черна пешка на бяло поле e4 · черна пешка на черно поле h4 | 6 |
| 5 | черна пешка на черно поле b6 · черна пешка на бяло поле g6 · черна пешка на черно поле c5 · черна пешка на бяло поле f5 · черна пешка на бяло поле a4 · черна пешка на черно поле d4 · черна пешка на бяло поле e4 · черна пешка на черно поле h4 | черна пешка на черно поле b6 · черна пешка на бяло поле g6 · черна пешка на черно поле c5 · черна пешка на бяло поле f5 · черна пешка на бяло поле a4 · черна пешка на черно поле d4 · черна пешка на бяло поле e4 · черна пешка на черно поле h4 | черна пешка на черно поле b6 · черна пешка на бяло поле g6 · черна пешка на черно поле c5 · черна пешка на бяло поле f5 · черна пешка на бяло поле a4 · черна пешка на черно поле d4 · черна пешка на бяло поле e4 · черна пешка на черно поле h4 | черна пешка на черно поле b6 · черна пешка на бяло поле g6 · черна пешка на черно поле c5 · черна пешка на бяло поле f5 · черна пешка на бяло поле a4 · черна пешка на черно поле d4 · черна пешка на бяло поле e4 · черна пешка на черно поле h4 | черна пешка на черно поле b6 · черна пешка на бяло поле g6 · черна пешка на черно поле c5 · черна пешка на бяло поле f5 · черна пешка на бяло поле a4 · черна пешка на черно поле d4 · черна пешка на бяло поле e4 · черна пешка на черно поле h4 | черна пешка на черно поле b6 · черна пешка на бяло поле g6 · черна пешка на черно поле c5 · черна пешка на бяло поле f5 · черна пешка на бяло поле a4 · черна пешка на черно поле d4 · черна пешка на бяло поле e4 · черна пешка на черно поле h4 | черна пешка на черно поле b6 · черна пешка на бяло поле g6 · черна пешка на черно поле c5 · черна пешка на бяло поле f5 · черна пешка на бяло поле a4 · черна пешка на черно поле d4 · черна пешка на бяло поле e4 · черна пешка на черно поле h4 | черна пешка на черно поле b6 · черна пешка на бяло поле g6 · черна пешка на черно поле c5 · черна пешка на бяло поле f5 · черна пешка на бяло поле a4 · черна пешка на черно поле d4 · черна пешка на бяло поле e4 · черна пешка на черно поле h4 | 5 |
| 4 | черна пешка на черно поле b6 · черна пешка на бяло поле g6 · черна пешка на черно поле c5 · черна пешка на бяло поле f5 · черна пешка на бяло поле a4 · черна пешка на черно поле d4 · черна пешка на бяло поле e4 · черна пешка на черно поле h4 | черна пешка на черно поле b6 · черна пешка на бяло поле g6 · черна пешка на черно поле c5 · черна пешка на бяло поле f5 · черна пешка на бяло поле a4 · черна пешка на черно поле d4 · черна пешка на бяло поле e4 · черна пешка на черно поле h4 | черна пешка на черно поле b6 · черна пешка на бяло поле g6 · черна пешка на черно поле c5 · черна пешка на бяло поле f5 · черна пешка на бяло поле a4 · черна пешка на черно поле d4 · черна пешка на бяло поле e4 · черна пешка на черно поле h4 | черна пешка на черно поле b6 · черна пешка на бяло поле g6 · черна пешка на черно поле c5 · черна пешка на бяло поле f5 · черна пешка на бяло поле a4 · черна пешка на черно поле d4 · черна пешка на бяло поле e4 · черна пешка на черно поле h4 | черна пешка на черно поле b6 · черна пешка на бяло поле g6 · черна пешка на черно поле c5 · черна пешка на бяло поле f5 · черна пешка на бяло поле a4 · черна пешка на черно поле d4 · черна пешка на бяло поле e4 · черна пешка на черно поле h4 | черна пешка на черно поле b6 · черна пешка на бяло поле g6 · черна пешка на черно поле c5 · черна пешка на бяло поле f5 · черна пешка на бяло поле a4 · черна пешка на черно поле d4 · черна пешка на бяло поле e4 · черна пешка на черно поле h4 | черна пешка на черно поле b6 · черна пешка на бяло поле g6 · черна пешка на черно поле c5 · черна пешка на бяло поле f5 · черна пешка на бяло поле a4 · черна пешка на черно поле d4 · черна пешка на бяло поле e4 · черна пешка на черно поле h4 | черна пешка на черно поле b6 · черна пешка на бяло поле g6 · черна пешка на черно поле c5 · черна пешка на бяло поле f5 · черна пешка на бяло поле a4 · черна пешка на черно поле d4 · черна пешка на бяло поле e4 · черна пешка на черно поле h4 | 4 |
| 3 | черна пешка на черно поле b6 · черна пешка на бяло поле g6 · черна пешка на черно поле c5 · черна пешка на бяло поле f5 · черна пешка на бяло поле a4 · черна пешка на черно поле d4 · черна пешка на бяло поле e4 · черна пешка на черно поле h4 | черна пешка на черно поле b6 · черна пешка на бяло поле g6 · черна пешка на черно поле c5 · черна пешка на бяло поле f5 · черна пешка на бяло поле a4 · черна пешка на черно поле d4 · черна пешка на бяло поле e4 · черна пешка на черно поле h4 | черна пешка на черно поле b6 · черна пешка на бяло поле g6 · черна пешка на черно поле c5 · черна пешка на бяло поле f5 · черна пешка на бяло поле a4 · черна пешка на черно поле d4 · черна пешка на бяло поле e4 · черна пешка на черно поле h4 | черна пешка на черно поле b6 · черна пешка на бяло поле g6 · черна пешка на черно поле c5 · черна пешка на бяло поле f5 · черна пешка на бяло поле a4 · черна пешка на черно поле d4 · черна пешка на бяло поле e4 · черна пешка на черно поле h4 | черна пешка на черно поле b6 · черна пешка на бяло поле g6 · черна пешка на черно поле c5 · черна пешка на бяло поле f5 · черна пешка на бяло поле a4 · черна пешка на черно поле d4 · черна пешка на бяло поле e4 · черна пешка на черно поле h4 | черна пешка на черно поле b6 · черна пешка на бяло поле g6 · черна пешка на черно поле c5 · черна пешка на бяло поле f5 · черна пешка на бяло поле a4 · черна пешка на черно поле d4 · черна пешка на бяло поле e4 · черна пешка на черно поле h4 | черна пешка на черно поле b6 · черна пешка на бяло поле g6 · черна пешка на черно поле c5 · черна пешка на бяло поле f5 · черна пешка на бяло поле a4 · черна пешка на черно поле d4 · черна пешка на бяло поле e4 · черна пешка на черно поле h4 | черна пешка на черно поле b6 · черна пешка на бяло поле g6 · черна пешка на черно поле c5 · черна пешка на бяло поле f5 · черна пешка на бяло поле a4 · черна пешка на черно поле d4 · черна пешка на бяло поле e4 · черна пешка на черно поле h4 | 3 |
| 2 | черна пешка на черно поле b6 · черна пешка на бяло поле g6 · черна пешка на черно поле c5 · черна пешка на бяло поле f5 · черна пешка на бяло поле a4 · черна пешка на черно поле d4 · черна пешка на бяло поле e4 · черна пешка на черно поле h4 | черна пешка на черно поле b6 · черна пешка на бяло поле g6 · черна пешка на черно поле c5 · черна пешка на бяло поле f5 · черна пешка на бяло поле a4 · черна пешка на черно поле d4 · черна пешка на бяло поле e4 · черна пешка на черно поле h4 | черна пешка на черно поле b6 · черна пешка на бяло поле g6 · черна пешка на черно поле c5 · черна пешка на бяло поле f5 · черна пешка на бяло поле a4 · черна пешка на черно поле d4 · черна пешка на бяло поле e4 · черна пешка на черно поле h4 | черна пешка на черно поле b6 · черна пешка на бяло поле g6 · черна пешка на черно поле c5 · черна пешка на бяло поле f5 · черна пешка на бяло поле a4 · черна пешка на черно поле d4 · черна пешка на бяло поле e4 · черна пешка на черно поле h4 | черна пешка на черно поле b6 · черна пешка на бяло поле g6 · черна пешка на черно поле c5 · черна пешка на бяло поле f5 · черна пешка на бяло поле a4 · черна пешка на черно поле d4 · черна пешка на бяло поле e4 · черна пешка на черно поле h4 | черна пешка на черно поле b6 · черна пешка на бяло поле g6 · черна пешка на черно поле c5 · черна пешка на бяло поле f5 · черна пешка на бяло поле a4 · черна пешка на черно поле d4 · черна пешка на бяло поле e4 · черна пешка на черно поле h4 | черна пешка на черно поле b6 · черна пешка на бяло поле g6 · черна пешка на черно поле c5 · черна пешка на бяло поле f5 · черна пешка на бяло поле a4 · черна пешка на черно поле d4 · черна пешка на бяло поле e4 · черна пешка на черно поле h4 | черна пешка на черно поле b6 · черна пешка на бяло поле g6 · черна пешка на черно поле c5 · черна пешка на бяло поле f5 · черна пешка на бяло поле a4 · черна пешка на черно поле d4 · черна пешка на бяло поле e4 · черна пешка на черно поле h4 | 2 |
| 1 | черна пешка на черно поле b6 · черна пешка на бяло поле g6 · черна пешка на черно поле c5 · черна пешка на бяло поле f5 · черна пешка на бяло поле a4 · черна пешка на черно поле d4 · черна пешка на бяло поле e4 · черна пешка на черно поле h4 | черна пешка на черно поле b6 · черна пешка на бяло поле g6 · черна пешка на черно поле c5 · черна пешка на бяло поле f5 · черна пешка на бяло поле a4 · черна пешка на черно поле d4 · черна пешка на бяло поле e4 · черна пешка на черно поле h4 | черна пешка на черно поле b6 · черна пешка на бяло поле g6 · черна пешка на черно поле c5 · черна пешка на бяло поле f5 · черна пешка на бяло поле a4 · черна пешка на черно поле d4 · черна пешка на бяло поле e4 · черна пешка на черно поле h4 | черна пешка на черно поле b6 · черна пешка на бяло поле g6 · черна пешка на черно поле c5 · черна пешка на бяло поле f5 · черна пешка на бяло поле a4 · черна пешка на черно поле d4 · черна пешка на бяло поле e4 · черна пешка на черно поле h4 | черна пешка на черно поле b6 · черна пешка на бяло поле g6 · черна пешка на черно поле c5 · черна пешка на бяло поле f5 · черна пешка на бяло поле a4 · черна пешка на черно поле d4 · черна пешка на бяло поле e4 · черна пешка на черно поле h4 | черна пешка на черно поле b6 · черна пешка на бяло поле g6 · черна пешка на черно поле c5 · черна пешка на бяло поле f5 · черна пешка на бяло поле a4 · черна пешка на черно поле d4 · черна пешка на бяло поле e4 · черна пешка на черно поле h4 | черна пешка на черно поле b6 · черна пешка на бяло поле g6 · черна пешка на черно поле c5 · черна пешка на бяло поле f5 · черна пешка на бяло поле a4 · черна пешка на черно поле d4 · черна пешка на бяло поле e4 · черна пешка на черно поле h4 | черна пешка на черно поле b6 · черна пешка на бяло поле g6 · черна пешка на черно поле c5 · черна пешка на бяло поле f5 · черна пешка на бяло поле a4 · черна пешка на черно поле d4 · черна пешка на бяло поле e4 · черна пешка на черно поле h4 | 1 |
|   | a | b | c | d | e | f | g | h |   |

Въпреки че двата коня не могат да спечелят срещу единствен цар, има възможности за победа, ако по-слабата страна все още има пешка и тя не е напреднала далеч. Процедурата за победа, която Алексей Троицки обяснява подробно, предвижда, че конят предотвратява напредването на пешката, като я блокира. Другият кон, заедно с царя, изтласква противника в ъгъла до пешката. След това се въвежда на помощ в атаката и блокиращият кон. Може да се лиши царя от всички възможни движения, защото черните отново могат да се движат с пешката и няма да се окажат в пат.
Ако обаче пионката вече е напреднала достатъчно далеч, тя може да предотврати загубата, като заплашва да се превърне във фигура. В по-висш смисъл, пионката е неприкосновена, тъй като взимането на тази пешка води до елементарно реми. Този ендшпил, който е рядкост в практиката, е много труден за реализиране и победата се затруднява от правилото за 50 хода.
Линията Троицки на диаграма 3 е помощно средство за ориентиране за всяка пешка, блокирана с кон, когато се оценява позицията. Ако пионката не е напреднала по-далеч от тази линия, играта се печели във всяка позиция на царя, притежаващ пешката.
За да се спечели позицията на диаграмата, са необходими 115 хода за двете страни при най-добрата игра. Пълен безупречен анализ на такива позиции е възможен само чрез използването на компютърно генерирани бази данни за ендшпили, което потвърждава основните изводи на Троицки.
Следващата игра на диаграма 4 илюстрира основни фази в този тип финал.
|   | a | b | c | d | e | f | g | h |   |
| 8 | бял кон на бяло поле e6 · черна пешка на бяло поле g6 · черен цар на бяло поле b5 · бял кон на черно поле b2 · бял цар на бяло поле g2 | бял кон на бяло поле e6 · черна пешка на бяло поле g6 · черен цар на бяло поле b5 · бял кон на черно поле b2 · бял цар на бяло поле g2 | бял кон на бяло поле e6 · черна пешка на бяло поле g6 · черен цар на бяло поле b5 · бял кон на черно поле b2 · бял цар на бяло поле g2 | бял кон на бяло поле e6 · черна пешка на бяло поле g6 · черен цар на бяло поле b5 · бял кон на черно поле b2 · бял цар на бяло поле g2 | бял кон на бяло поле e6 · черна пешка на бяло поле g6 · черен цар на бяло поле b5 · бял кон на черно поле b2 · бял цар на бяло поле g2 | бял кон на бяло поле e6 · черна пешка на бяло поле g6 · черен цар на бяло поле b5 · бял кон на черно поле b2 · бял цар на бяло поле g2 | бял кон на бяло поле e6 · черна пешка на бяло поле g6 · черен цар на бяло поле b5 · бял кон на черно поле b2 · бял цар на бяло поле g2 | бял кон на бяло поле e6 · черна пешка на бяло поле g6 · черен цар на бяло поле b5 · бял кон на черно поле b2 · бял цар на бяло поле g2 | 8 |
| 7 | бял кон на бяло поле e6 · черна пешка на бяло поле g6 · черен цар на бяло поле b5 · бял кон на черно поле b2 · бял цар на бяло поле g2 | бял кон на бяло поле e6 · черна пешка на бяло поле g6 · черен цар на бяло поле b5 · бял кон на черно поле b2 · бял цар на бяло поле g2 | бял кон на бяло поле e6 · черна пешка на бяло поле g6 · черен цар на бяло поле b5 · бял кон на черно поле b2 · бял цар на бяло поле g2 | бял кон на бяло поле e6 · черна пешка на бяло поле g6 · черен цар на бяло поле b5 · бял кон на черно поле b2 · бял цар на бяло поле g2 | бял кон на бяло поле e6 · черна пешка на бяло поле g6 · черен цар на бяло поле b5 · бял кон на черно поле b2 · бял цар на бяло поле g2 | бял кон на бяло поле e6 · черна пешка на бяло поле g6 · черен цар на бяло поле b5 · бял кон на черно поле b2 · бял цар на бяло поле g2 | бял кон на бяло поле e6 · черна пешка на бяло поле g6 · черен цар на бяло поле b5 · бял кон на черно поле b2 · бял цар на бяло поле g2 | бял кон на бяло поле e6 · черна пешка на бяло поле g6 · черен цар на бяло поле b5 · бял кон на черно поле b2 · бял цар на бяло поле g2 | 7 |
| 6 | бял кон на бяло поле e6 · черна пешка на бяло поле g6 · черен цар на бяло поле b5 · бял кон на черно поле b2 · бял цар на бяло поле g2 | бял кон на бяло поле e6 · черна пешка на бяло поле g6 · черен цар на бяло поле b5 · бял кон на черно поле b2 · бял цар на бяло поле g2 | бял кон на бяло поле e6 · черна пешка на бяло поле g6 · черен цар на бяло поле b5 · бял кон на черно поле b2 · бял цар на бяло поле g2 | бял кон на бяло поле e6 · черна пешка на бяло поле g6 · черен цар на бяло поле b5 · бял кон на черно поле b2 · бял цар на бяло поле g2 | бял кон на бяло поле e6 · черна пешка на бяло поле g6 · черен цар на бяло поле b5 · бял кон на черно поле b2 · бял цар на бяло поле g2 | бял кон на бяло поле e6 · черна пешка на бяло поле g6 · черен цар на бяло поле b5 · бял кон на черно поле b2 · бял цар на бяло поле g2 | бял кон на бяло поле e6 · черна пешка на бяло поле g6 · черен цар на бяло поле b5 · бял кон на черно поле b2 · бял цар на бяло поле g2 | бял кон на бяло поле e6 · черна пешка на бяло поле g6 · черен цар на бяло поле b5 · бял кон на черно поле b2 · бял цар на бяло поле g2 | 6 |
| 5 | бял кон на бяло поле e6 · черна пешка на бяло поле g6 · черен цар на бяло поле b5 · бял кон на черно поле b2 · бял цар на бяло поле g2 | бял кон на бяло поле e6 · черна пешка на бяло поле g6 · черен цар на бяло поле b5 · бял кон на черно поле b2 · бял цар на бяло поле g2 | бял кон на бяло поле e6 · черна пешка на бяло поле g6 · черен цар на бяло поле b5 · бял кон на черно поле b2 · бял цар на бяло поле g2 | бял кон на бяло поле e6 · черна пешка на бяло поле g6 · черен цар на бяло поле b5 · бял кон на черно поле b2 · бял цар на бяло поле g2 | бял кон на бяло поле e6 · черна пешка на бяло поле g6 · черен цар на бяло поле b5 · бял кон на черно поле b2 · бял цар на бяло поле g2 | бял кон на бяло поле e6 · черна пешка на бяло поле g6 · черен цар на бяло поле b5 · бял кон на черно поле b2 · бял цар на бяло поле g2 | бял кон на бяло поле e6 · черна пешка на бяло поле g6 · черен цар на бяло поле b5 · бял кон на черно поле b2 · бял цар на бяло поле g2 | бял кон на бяло поле e6 · черна пешка на бяло поле g6 · черен цар на бяло поле b5 · бял кон на черно поле b2 · бял цар на бяло поле g2 | 5 |
| 4 | бял кон на бяло поле e6 · черна пешка на бяло поле g6 · черен цар на бяло поле b5 · бял кон на черно поле b2 · бял цар на бяло поле g2 | бял кон на бяло поле e6 · черна пешка на бяло поле g6 · черен цар на бяло поле b5 · бял кон на черно поле b2 · бял цар на бяло поле g2 | бял кон на бяло поле e6 · черна пешка на бяло поле g6 · черен цар на бяло поле b5 · бял кон на черно поле b2 · бял цар на бяло поле g2 | бял кон на бяло поле e6 · черна пешка на бяло поле g6 · черен цар на бяло поле b5 · бял кон на черно поле b2 · бял цар на бяло поле g2 | бял кон на бяло поле e6 · черна пешка на бяло поле g6 · черен цар на бяло поле b5 · бял кон на черно поле b2 · бял цар на бяло поле g2 | бял кон на бяло поле e6 · черна пешка на бяло поле g6 · черен цар на бяло поле b5 · бял кон на черно поле b2 · бял цар на бяло поле g2 | бял кон на бяло поле e6 · черна пешка на бяло поле g6 · черен цар на бяло поле b5 · бял кон на черно поле b2 · бял цар на бяло поле g2 | бял кон на бяло поле e6 · черна пешка на бяло поле g6 · черен цар на бяло поле b5 · бял кон на черно поле b2 · бял цар на бяло поле g2 | 4 |
| 3 | бял кон на бяло поле e6 · черна пешка на бяло поле g6 · черен цар на бяло поле b5 · бял кон на черно поле b2 · бял цар на бяло поле g2 | бял кон на бяло поле e6 · черна пешка на бяло поле g6 · черен цар на бяло поле b5 · бял кон на черно поле b2 · бял цар на бяло поле g2 | бял кон на бяло поле e6 · черна пешка на бяло поле g6 · черен цар на бяло поле b5 · бял кон на черно поле b2 · бял цар на бяло поле g2 | бял кон на бяло поле e6 · черна пешка на бяло поле g6 · черен цар на бяло поле b5 · бял кон на черно поле b2 · бял цар на бяло поле g2 | бял кон на бяло поле e6 · черна пешка на бяло поле g6 · черен цар на бяло поле b5 · бял кон на черно поле b2 · бял цар на бяло поле g2 | бял кон на бяло поле e6 · черна пешка на бяло поле g6 · черен цар на бяло поле b5 · бял кон на черно поле b2 · бял цар на бяло поле g2 | бял кон на бяло поле e6 · черна пешка на бяло поле g6 · черен цар на бяло поле b5 · бял кон на черно поле b2 · бял цар на бяло поле g2 | бял кон на бяло поле e6 · черна пешка на бяло поле g6 · черен цар на бяло поле b5 · бял кон на черно поле b2 · бял цар на бяло поле g2 | 3 |
| 2 | бял кон на бяло поле e6 · черна пешка на бяло поле g6 · черен цар на бяло поле b5 · бял кон на черно поле b2 · бял цар на бяло поле g2 | бял кон на бяло поле e6 · черна пешка на бяло поле g6 · черен цар на бяло поле b5 · бял кон на черно поле b2 · бял цар на бяло поле g2 | бял кон на бяло поле e6 · черна пешка на бяло поле g6 · черен цар на бяло поле b5 · бял кон на черно поле b2 · бял цар на бяло поле g2 | бял кон на бяло поле e6 · черна пешка на бяло поле g6 · черен цар на бяло поле b5 · бял кон на черно поле b2 · бял цар на бяло поле g2 | бял кон на бяло поле e6 · черна пешка на бяло поле g6 · черен цар на бяло поле b5 · бял кон на черно поле b2 · бял цар на бяло поле g2 | бял кон на бяло поле e6 · черна пешка на бяло поле g6 · черен цар на бяло поле b5 · бял кон на черно поле b2 · бял цар на бяло поле g2 | бял кон на бяло поле e6 · черна пешка на бяло поле g6 · черен цар на бяло поле b5 · бял кон на черно поле b2 · бял цар на бяло поле g2 | бял кон на бяло поле e6 · черна пешка на бяло поле g6 · черен цар на бяло поле b5 · бял кон на черно поле b2 · бял цар на бяло поле g2 | 2 |
| 1 | бял кон на бяло поле e6 · черна пешка на бяло поле g6 · черен цар на бяло поле b5 · бял кон на черно поле b2 · бял цар на бяло поле g2 | бял кон на бяло поле e6 · черна пешка на бяло поле g6 · черен цар на бяло поле b5 · бял кон на черно поле b2 · бял цар на бяло поле g2 | бял кон на бяло поле e6 · черна пешка на бяло поле g6 · черен цар на бяло поле b5 · бял кон на черно поле b2 · бял цар на бяло поле g2 | бял кон на бяло поле e6 · черна пешка на бяло поле g6 · черен цар на бяло поле b5 · бял кон на черно поле b2 · бял цар на бяло поле g2 | бял кон на бяло поле e6 · черна пешка на бяло поле g6 · черен цар на бяло поле b5 · бял кон на черно поле b2 · бял цар на бяло поле g2 | бял кон на бяло поле e6 · черна пешка на бяло поле g6 · черен цар на бяло поле b5 · бял кон на черно поле b2 · бял цар на бяло поле g2 | бял кон на бяло поле e6 · черна пешка на бяло поле g6 · черен цар на бяло поле b5 · бял кон на черно поле b2 · бял цар на бяло поле g2 | бял кон на бяло поле e6 · черна пешка на бяло поле g6 · черен цар на бяло поле b5 · бял кон на черно поле b2 · бял цар на бяло поле g2 | 1 |
|   | a | b | c | d | e | f | g | h |   |

58. … g6–g5! Пешката напуска линията Троицки, черните могат да постигнат равенство.

59. Кd4+ Цc5

60. Кf5 g4 Колкото по-нататък пешката се движи напред, толкова по-малко са възможностите за белите.

61. Кg3 Цd4 Една проста стратегия за реми би била да се държи черния цар близо до a8.

62. Цf2 Цc3 Черните се опитват да затруднят царят им да бъде прогонен.

63. Кd1+ Цd3

64. Цe1 Цc4

65. Цd2 Цd4

66. Кc3 Цc4

67. Кce2 Цd5

68. Цc3 Цc5

69. Кf4 Цc6

70. Цc4 Цd6

71. Кd3 Цc6

72. Кe5+ Цd6

73. Цd4 Цe6 Черният цар е избутан по-нататък до ръба.

|   | a | b | c | d | e | f | g | h |   |
| 8 | черен цар на бяло поле f7 · бял цар на черно поле d6 · бял кон на черно поле c5 · черна пешка на бяло поле g4 · бял кон на черно поле g3 | черен цар на бяло поле f7 · бял цар на черно поле d6 · бял кон на черно поле c5 · черна пешка на бяло поле g4 · бял кон на черно поле g3 | черен цар на бяло поле f7 · бял цар на черно поле d6 · бял кон на черно поле c5 · черна пешка на бяло поле g4 · бял кон на черно поле g3 | черен цар на бяло поле f7 · бял цар на черно поле d6 · бял кон на черно поле c5 · черна пешка на бяло поле g4 · бял кон на черно поле g3 | черен цар на бяло поле f7 · бял цар на черно поле d6 · бял кон на черно поле c5 · черна пешка на бяло поле g4 · бял кон на черно поле g3 | черен цар на бяло поле f7 · бял цар на черно поле d6 · бял кон на черно поле c5 · черна пешка на бяло поле g4 · бял кон на черно поле g3 | черен цар на бяло поле f7 · бял цар на черно поле d6 · бял кон на черно поле c5 · черна пешка на бяло поле g4 · бял кон на черно поле g3 | черен цар на бяло поле f7 · бял цар на черно поле d6 · бял кон на черно поле c5 · черна пешка на бяло поле g4 · бял кон на черно поле g3 | 8 |
| 7 | черен цар на бяло поле f7 · бял цар на черно поле d6 · бял кон на черно поле c5 · черна пешка на бяло поле g4 · бял кон на черно поле g3 | черен цар на бяло поле f7 · бял цар на черно поле d6 · бял кон на черно поле c5 · черна пешка на бяло поле g4 · бял кон на черно поле g3 | черен цар на бяло поле f7 · бял цар на черно поле d6 · бял кон на черно поле c5 · черна пешка на бяло поле g4 · бял кон на черно поле g3 | черен цар на бяло поле f7 · бял цар на черно поле d6 · бял кон на черно поле c5 · черна пешка на бяло поле g4 · бял кон на черно поле g3 | черен цар на бяло поле f7 · бял цар на черно поле d6 · бял кон на черно поле c5 · черна пешка на бяло поле g4 · бял кон на черно поле g3 | черен цар на бяло поле f7 · бял цар на черно поле d6 · бял кон на черно поле c5 · черна пешка на бяло поле g4 · бял кон на черно поле g3 | черен цар на бяло поле f7 · бял цар на черно поле d6 · бял кон на черно поле c5 · черна пешка на бяло поле g4 · бял кон на черно поле g3 | черен цар на бяло поле f7 · бял цар на черно поле d6 · бял кон на черно поле c5 · черна пешка на бяло поле g4 · бял кон на черно поле g3 | 7 |
| 6 | черен цар на бяло поле f7 · бял цар на черно поле d6 · бял кон на черно поле c5 · черна пешка на бяло поле g4 · бял кон на черно поле g3 | черен цар на бяло поле f7 · бял цар на черно поле d6 · бял кон на черно поле c5 · черна пешка на бяло поле g4 · бял кон на черно поле g3 | черен цар на бяло поле f7 · бял цар на черно поле d6 · бял кон на черно поле c5 · черна пешка на бяло поле g4 · бял кон на черно поле g3 | черен цар на бяло поле f7 · бял цар на черно поле d6 · бял кон на черно поле c5 · черна пешка на бяло поле g4 · бял кон на черно поле g3 | черен цар на бяло поле f7 · бял цар на черно поле d6 · бял кон на черно поле c5 · черна пешка на бяло поле g4 · бял кон на черно поле g3 | черен цар на бяло поле f7 · бял цар на черно поле d6 · бял кон на черно поле c5 · черна пешка на бяло поле g4 · бял кон на черно поле g3 | черен цар на бяло поле f7 · бял цар на черно поле d6 · бял кон на черно поле c5 · черна пешка на бяло поле g4 · бял кон на черно поле g3 | черен цар на бяло поле f7 · бял цар на черно поле d6 · бял кон на черно поле c5 · черна пешка на бяло поле g4 · бял кон на черно поле g3 | 6 |
| 5 | черен цар на бяло поле f7 · бял цар на черно поле d6 · бял кон на черно поле c5 · черна пешка на бяло поле g4 · бял кон на черно поле g3 | черен цар на бяло поле f7 · бял цар на черно поле d6 · бял кон на черно поле c5 · черна пешка на бяло поле g4 · бял кон на черно поле g3 | черен цар на бяло поле f7 · бял цар на черно поле d6 · бял кон на черно поле c5 · черна пешка на бяло поле g4 · бял кон на черно поле g3 | черен цар на бяло поле f7 · бял цар на черно поле d6 · бял кон на черно поле c5 · черна пешка на бяло поле g4 · бял кон на черно поле g3 | черен цар на бяло поле f7 · бял цар на черно поле d6 · бял кон на черно поле c5 · черна пешка на бяло поле g4 · бял кон на черно поле g3 | черен цар на бяло поле f7 · бял цар на черно поле d6 · бял кон на черно поле c5 · черна пешка на бяло поле g4 · бял кон на черно поле g3 | черен цар на бяло поле f7 · бял цар на черно поле d6 · бял кон на черно поле c5 · черна пешка на бяло поле g4 · бял кон на черно поле g3 | черен цар на бяло поле f7 · бял цар на черно поле d6 · бял кон на черно поле c5 · черна пешка на бяло поле g4 · бял кон на черно поле g3 | 5 |
| 4 | черен цар на бяло поле f7 · бял цар на черно поле d6 · бял кон на черно поле c5 · черна пешка на бяло поле g4 · бял кон на черно поле g3 | черен цар на бяло поле f7 · бял цар на черно поле d6 · бял кон на черно поле c5 · черна пешка на бяло поле g4 · бял кон на черно поле g3 | черен цар на бяло поле f7 · бял цар на черно поле d6 · бял кон на черно поле c5 · черна пешка на бяло поле g4 · бял кон на черно поле g3 | черен цар на бяло поле f7 · бял цар на черно поле d6 · бял кон на черно поле c5 · черна пешка на бяло поле g4 · бял кон на черно поле g3 | черен цар на бяло поле f7 · бял цар на черно поле d6 · бял кон на черно поле c5 · черна пешка на бяло поле g4 · бял кон на черно поле g3 | черен цар на бяло поле f7 · бял цар на черно поле d6 · бял кон на черно поле c5 · черна пешка на бяло поле g4 · бял кон на черно поле g3 | черен цар на бяло поле f7 · бял цар на черно поле d6 · бял кон на черно поле c5 · черна пешка на бяло поле g4 · бял кон на черно поле g3 | черен цар на бяло поле f7 · бял цар на черно поле d6 · бял кон на черно поле c5 · черна пешка на бяло поле g4 · бял кон на черно поле g3 | 4 |
| 3 | черен цар на бяло поле f7 · бял цар на черно поле d6 · бял кон на черно поле c5 · черна пешка на бяло поле g4 · бял кон на черно поле g3 | черен цар на бяло поле f7 · бял цар на черно поле d6 · бял кон на черно поле c5 · черна пешка на бяло поле g4 · бял кон на черно поле g3 | черен цар на бяло поле f7 · бял цар на черно поле d6 · бял кон на черно поле c5 · черна пешка на бяло поле g4 · бял кон на черно поле g3 | черен цар на бяло поле f7 · бял цар на черно поле d6 · бял кон на черно поле c5 · черна пешка на бяло поле g4 · бял кон на черно поле g3 | черен цар на бяло поле f7 · бял цар на черно поле d6 · бял кон на черно поле c5 · черна пешка на бяло поле g4 · бял кон на черно поле g3 | черен цар на бяло поле f7 · бял цар на черно поле d6 · бял кон на черно поле c5 · черна пешка на бяло поле g4 · бял кон на черно поле g3 | черен цар на бяло поле f7 · бял цар на черно поле d6 · бял кон на черно поле c5 · черна пешка на бяло поле g4 · бял кон на черно поле g3 | черен цар на бяло поле f7 · бял цар на черно поле d6 · бял кон на черно поле c5 · черна пешка на бяло поле g4 · бял кон на черно поле g3 | 3 |
| 2 | черен цар на бяло поле f7 · бял цар на черно поле d6 · бял кон на черно поле c5 · черна пешка на бяло поле g4 · бял кон на черно поле g3 | черен цар на бяло поле f7 · бял цар на черно поле d6 · бял кон на черно поле c5 · черна пешка на бяло поле g4 · бял кон на черно поле g3 | черен цар на бяло поле f7 · бял цар на черно поле d6 · бял кон на черно поле c5 · черна пешка на бяло поле g4 · бял кон на черно поле g3 | черен цар на бяло поле f7 · бял цар на черно поле d6 · бял кон на черно поле c5 · черна пешка на бяло поле g4 · бял кон на черно поле g3 | черен цар на бяло поле f7 · бял цар на черно поле d6 · бял кон на черно поле c5 · черна пешка на бяло поле g4 · бял кон на черно поле g3 | черен цар на бяло поле f7 · бял цар на черно поле d6 · бял кон на черно поле c5 · черна пешка на бяло поле g4 · бял кон на черно поле g3 | черен цар на бяло поле f7 · бял цар на черно поле d6 · бял кон на черно поле c5 · черна пешка на бяло поле g4 · бял кон на черно поле g3 | черен цар на бяло поле f7 · бял цар на черно поле d6 · бял кон на черно поле c5 · черна пешка на бяло поле g4 · бял кон на черно поле g3 | 2 |
| 1 | черен цар на бяло поле f7 · бял цар на черно поле d6 · бял кон на черно поле c5 · черна пешка на бяло поле g4 · бял кон на черно поле g3 | черен цар на бяло поле f7 · бял цар на черно поле d6 · бял кон на черно поле c5 · черна пешка на бяло поле g4 · бял кон на черно поле g3 | черен цар на бяло поле f7 · бял цар на черно поле d6 · бял кон на черно поле c5 · черна пешка на бяло поле g4 · бял кон на черно поле g3 | черен цар на бяло поле f7 · бял цар на черно поле d6 · бял кон на черно поле c5 · черна пешка на бяло поле g4 · бял кон на черно поле g3 | черен цар на бяло поле f7 · бял цар на черно поле d6 · бял кон на черно поле c5 · черна пешка на бяло поле g4 · бял кон на черно поле g3 | черен цар на бяло поле f7 · бял цар на черно поле d6 · бял кон на черно поле c5 · черна пешка на бяло поле g4 · бял кон на черно поле g3 | черен цар на бяло поле f7 · бял цар на черно поле d6 · бял кон на черно поле c5 · черна пешка на бяло поле g4 · бял кон на черно поле g3 | черен цар на бяло поле f7 · бял цар на черно поле d6 · бял кон на черно поле c5 · черна пешка на бяло поле g4 · бял кон на черно поле g3 | 1 |
|   | a | b | c | d | e | f | g | h |   |

74. Kc4 Цf6

75. Ke3 Цe6

76. Kef5 Цd7

77. Цd5 Цc7

78. Kd4 Цd7

79. Ke6 Цe7

80. Кc5 Цf7

81. Цd6 (диаграма 5) Цf6? пропуска последната възможност да отиде в ъгъл a8. Това само спестява 81. … Цe8! 82. Цe6 Цd8! 83. Цd6 Цc8

82. Kce4+! Цf7 Карякин демонстрира победа чрез прецизна игра.

83. Цd7! Цf8 Примката около черния цар продължава да се стяга.

84. Kd6 Цg7

85. Цe6 Цg6 (диаграма 5)

|   | a | b | c | d | e | f | g | h |   |
| 8 | бял кон на черно поле d6 · бял цар на бяло поле e6 · черен цар на бяло поле g6 · черна пешка на бяло поле g4 · бял кон на черно поле g3 | бял кон на черно поле d6 · бял цар на бяло поле e6 · черен цар на бяло поле g6 · черна пешка на бяло поле g4 · бял кон на черно поле g3 | бял кон на черно поле d6 · бял цар на бяло поле e6 · черен цар на бяло поле g6 · черна пешка на бяло поле g4 · бял кон на черно поле g3 | бял кон на черно поле d6 · бял цар на бяло поле e6 · черен цар на бяло поле g6 · черна пешка на бяло поле g4 · бял кон на черно поле g3 | бял кон на черно поле d6 · бял цар на бяло поле e6 · черен цар на бяло поле g6 · черна пешка на бяло поле g4 · бял кон на черно поле g3 | бял кон на черно поле d6 · бял цар на бяло поле e6 · черен цар на бяло поле g6 · черна пешка на бяло поле g4 · бял кон на черно поле g3 | бял кон на черно поле d6 · бял цар на бяло поле e6 · черен цар на бяло поле g6 · черна пешка на бяло поле g4 · бял кон на черно поле g3 | бял кон на черно поле d6 · бял цар на бяло поле e6 · черен цар на бяло поле g6 · черна пешка на бяло поле g4 · бял кон на черно поле g3 | 8 |
| 7 | бял кон на черно поле d6 · бял цар на бяло поле e6 · черен цар на бяло поле g6 · черна пешка на бяло поле g4 · бял кон на черно поле g3 | бял кон на черно поле d6 · бял цар на бяло поле e6 · черен цар на бяло поле g6 · черна пешка на бяло поле g4 · бял кон на черно поле g3 | бял кон на черно поле d6 · бял цар на бяло поле e6 · черен цар на бяло поле g6 · черна пешка на бяло поле g4 · бял кон на черно поле g3 | бял кон на черно поле d6 · бял цар на бяло поле e6 · черен цар на бяло поле g6 · черна пешка на бяло поле g4 · бял кон на черно поле g3 | бял кон на черно поле d6 · бял цар на бяло поле e6 · черен цар на бяло поле g6 · черна пешка на бяло поле g4 · бял кон на черно поле g3 | бял кон на черно поле d6 · бял цар на бяло поле e6 · черен цар на бяло поле g6 · черна пешка на бяло поле g4 · бял кон на черно поле g3 | бял кон на черно поле d6 · бял цар на бяло поле e6 · черен цар на бяло поле g6 · черна пешка на бяло поле g4 · бял кон на черно поле g3 | бял кон на черно поле d6 · бял цар на бяло поле e6 · черен цар на бяло поле g6 · черна пешка на бяло поле g4 · бял кон на черно поле g3 | 7 |
| 6 | бял кон на черно поле d6 · бял цар на бяло поле e6 · черен цар на бяло поле g6 · черна пешка на бяло поле g4 · бял кон на черно поле g3 | бял кон на черно поле d6 · бял цар на бяло поле e6 · черен цар на бяло поле g6 · черна пешка на бяло поле g4 · бял кон на черно поле g3 | бял кон на черно поле d6 · бял цар на бяло поле e6 · черен цар на бяло поле g6 · черна пешка на бяло поле g4 · бял кон на черно поле g3 | бял кон на черно поле d6 · бял цар на бяло поле e6 · черен цар на бяло поле g6 · черна пешка на бяло поле g4 · бял кон на черно поле g3 | бял кон на черно поле d6 · бял цар на бяло поле e6 · черен цар на бяло поле g6 · черна пешка на бяло поле g4 · бял кон на черно поле g3 | бял кон на черно поле d6 · бял цар на бяло поле e6 · черен цар на бяло поле g6 · черна пешка на бяло поле g4 · бял кон на черно поле g3 | бял кон на черно поле d6 · бял цар на бяло поле e6 · черен цар на бяло поле g6 · черна пешка на бяло поле g4 · бял кон на черно поле g3 | бял кон на черно поле d6 · бял цар на бяло поле e6 · черен цар на бяло поле g6 · черна пешка на бяло поле g4 · бял кон на черно поле g3 | 6 |
| 5 | бял кон на черно поле d6 · бял цар на бяло поле e6 · черен цар на бяло поле g6 · черна пешка на бяло поле g4 · бял кон на черно поле g3 | бял кон на черно поле d6 · бял цар на бяло поле e6 · черен цар на бяло поле g6 · черна пешка на бяло поле g4 · бял кон на черно поле g3 | бял кон на черно поле d6 · бял цар на бяло поле e6 · черен цар на бяло поле g6 · черна пешка на бяло поле g4 · бял кон на черно поле g3 | бял кон на черно поле d6 · бял цар на бяло поле e6 · черен цар на бяло поле g6 · черна пешка на бяло поле g4 · бял кон на черно поле g3 | бял кон на черно поле d6 · бял цар на бяло поле e6 · черен цар на бяло поле g6 · черна пешка на бяло поле g4 · бял кон на черно поле g3 | бял кон на черно поле d6 · бял цар на бяло поле e6 · черен цар на бяло поле g6 · черна пешка на бяло поле g4 · бял кон на черно поле g3 | бял кон на черно поле d6 · бял цар на бяло поле e6 · черен цар на бяло поле g6 · черна пешка на бяло поле g4 · бял кон на черно поле g3 | бял кон на черно поле d6 · бял цар на бяло поле e6 · черен цар на бяло поле g6 · черна пешка на бяло поле g4 · бял кон на черно поле g3 | 5 |
| 4 | бял кон на черно поле d6 · бял цар на бяло поле e6 · черен цар на бяло поле g6 · черна пешка на бяло поле g4 · бял кон на черно поле g3 | бял кон на черно поле d6 · бял цар на бяло поле e6 · черен цар на бяло поле g6 · черна пешка на бяло поле g4 · бял кон на черно поле g3 | бял кон на черно поле d6 · бял цар на бяло поле e6 · черен цар на бяло поле g6 · черна пешка на бяло поле g4 · бял кон на черно поле g3 | бял кон на черно поле d6 · бял цар на бяло поле e6 · черен цар на бяло поле g6 · черна пешка на бяло поле g4 · бял кон на черно поле g3 | бял кон на черно поле d6 · бял цар на бяло поле e6 · черен цар на бяло поле g6 · черна пешка на бяло поле g4 · бял кон на черно поле g3 | бял кон на черно поле d6 · бял цар на бяло поле e6 · черен цар на бяло поле g6 · черна пешка на бяло поле g4 · бял кон на черно поле g3 | бял кон на черно поле d6 · бял цар на бяло поле e6 · черен цар на бяло поле g6 · черна пешка на бяло поле g4 · бял кон на черно поле g3 | бял кон на черно поле d6 · бял цар на бяло поле e6 · черен цар на бяло поле g6 · черна пешка на бяло поле g4 · бял кон на черно поле g3 | 4 |
| 3 | бял кон на черно поле d6 · бял цар на бяло поле e6 · черен цар на бяло поле g6 · черна пешка на бяло поле g4 · бял кон на черно поле g3 | бял кон на черно поле d6 · бял цар на бяло поле e6 · черен цар на бяло поле g6 · черна пешка на бяло поле g4 · бял кон на черно поле g3 | бял кон на черно поле d6 · бял цар на бяло поле e6 · черен цар на бяло поле g6 · черна пешка на бяло поле g4 · бял кон на черно поле g3 | бял кон на черно поле d6 · бял цар на бяло поле e6 · черен цар на бяло поле g6 · черна пешка на бяло поле g4 · бял кон на черно поле g3 | бял кон на черно поле d6 · бял цар на бяло поле e6 · черен цар на бяло поле g6 · черна пешка на бяло поле g4 · бял кон на черно поле g3 | бял кон на черно поле d6 · бял цар на бяло поле e6 · черен цар на бяло поле g6 · черна пешка на бяло поле g4 · бял кон на черно поле g3 | бял кон на черно поле d6 · бял цар на бяло поле e6 · черен цар на бяло поле g6 · черна пешка на бяло поле g4 · бял кон на черно поле g3 | бял кон на черно поле d6 · бял цар на бяло поле e6 · черен цар на бяло поле g6 · черна пешка на бяло поле g4 · бял кон на черно поле g3 | 3 |
| 2 | бял кон на черно поле d6 · бял цар на бяло поле e6 · черен цар на бяло поле g6 · черна пешка на бяло поле g4 · бял кон на черно поле g3 | бял кон на черно поле d6 · бял цар на бяло поле e6 · черен цар на бяло поле g6 · черна пешка на бяло поле g4 · бял кон на черно поле g3 | бял кон на черно поле d6 · бял цар на бяло поле e6 · черен цар на бяло поле g6 · черна пешка на бяло поле g4 · бял кон на черно поле g3 | бял кон на черно поле d6 · бял цар на бяло поле e6 · черен цар на бяло поле g6 · черна пешка на бяло поле g4 · бял кон на черно поле g3 | бял кон на черно поле d6 · бял цар на бяло поле e6 · черен цар на бяло поле g6 · черна пешка на бяло поле g4 · бял кон на черно поле g3 | бял кон на черно поле d6 · бял цар на бяло поле e6 · черен цар на бяло поле g6 · черна пешка на бяло поле g4 · бял кон на черно поле g3 | бял кон на черно поле d6 · бял цар на бяло поле e6 · черен цар на бяло поле g6 · черна пешка на бяло поле g4 · бял кон на черно поле g3 | бял кон на черно поле d6 · бял цар на бяло поле e6 · черен цар на бяло поле g6 · черна пешка на бяло поле g4 · бял кон на черно поле g3 | 2 |
| 1 | бял кон на черно поле d6 · бял цар на бяло поле e6 · черен цар на бяло поле g6 · черна пешка на бяло поле g4 · бял кон на черно поле g3 | бял кон на черно поле d6 · бял цар на бяло поле e6 · черен цар на бяло поле g6 · черна пешка на бяло поле g4 · бял кон на черно поле g3 | бял кон на черно поле d6 · бял цар на бяло поле e6 · черен цар на бяло поле g6 · черна пешка на бяло поле g4 · бял кон на черно поле g3 | бял кон на черно поле d6 · бял цар на бяло поле e6 · черен цар на бяло поле g6 · черна пешка на бяло поле g4 · бял кон на черно поле g3 | бял кон на черно поле d6 · бял цар на бяло поле e6 · черен цар на бяло поле g6 · черна пешка на бяло поле g4 · бял кон на черно поле g3 | бял кон на черно поле d6 · бял цар на бяло поле e6 · черен цар на бяло поле g6 · черна пешка на бяло поле g4 · бял кон на черно поле g3 | бял кон на черно поле d6 · бял цар на бяло поле e6 · черен цар на бяло поле g6 · черна пешка на бяло поле g4 · бял кон на черно поле g3 | бял кон на черно поле d6 · бял цар на бяло поле e6 · черен цар на бяло поле g6 · черна пешка на бяло поле g4 · бял кон на черно поле g3 | 1 |
|   | a | b | c | d | e | f | g | h |   |

|   | a | b | c | d | e | f | g | h |   |
| 8 | бял цар на черно поле f8 · черен цар на черно поле h8 · бял кон на черно поле f6 · бял кон на бяло поле f5 · черна пешка на черно поле g3 | бял цар на черно поле f8 · черен цар на черно поле h8 · бял кон на черно поле f6 · бял кон на бяло поле f5 · черна пешка на черно поле g3 | бял цар на черно поле f8 · черен цар на черно поле h8 · бял кон на черно поле f6 · бял кон на бяло поле f5 · черна пешка на черно поле g3 | бял цар на черно поле f8 · черен цар на черно поле h8 · бял кон на черно поле f6 · бял кон на бяло поле f5 · черна пешка на черно поле g3 | бял цар на черно поле f8 · черен цар на черно поле h8 · бял кон на черно поле f6 · бял кон на бяло поле f5 · черна пешка на черно поле g3 | бял цар на черно поле f8 · черен цар на черно поле h8 · бял кон на черно поле f6 · бял кон на бяло поле f5 · черна пешка на черно поле g3 | бял цар на черно поле f8 · черен цар на черно поле h8 · бял кон на черно поле f6 · бял кон на бяло поле f5 · черна пешка на черно поле g3 | бял цар на черно поле f8 · черен цар на черно поле h8 · бял кон на черно поле f6 · бял кон на бяло поле f5 · черна пешка на черно поле g3 | 8 |
| 7 | бял цар на черно поле f8 · черен цар на черно поле h8 · бял кон на черно поле f6 · бял кон на бяло поле f5 · черна пешка на черно поле g3 | бял цар на черно поле f8 · черен цар на черно поле h8 · бял кон на черно поле f6 · бял кон на бяло поле f5 · черна пешка на черно поле g3 | бял цар на черно поле f8 · черен цар на черно поле h8 · бял кон на черно поле f6 · бял кон на бяло поле f5 · черна пешка на черно поле g3 | бял цар на черно поле f8 · черен цар на черно поле h8 · бял кон на черно поле f6 · бял кон на бяло поле f5 · черна пешка на черно поле g3 | бял цар на черно поле f8 · черен цар на черно поле h8 · бял кон на черно поле f6 · бял кон на бяло поле f5 · черна пешка на черно поле g3 | бял цар на черно поле f8 · черен цар на черно поле h8 · бял кон на черно поле f6 · бял кон на бяло поле f5 · черна пешка на черно поле g3 | бял цар на черно поле f8 · черен цар на черно поле h8 · бял кон на черно поле f6 · бял кон на бяло поле f5 · черна пешка на черно поле g3 | бял цар на черно поле f8 · черен цар на черно поле h8 · бял кон на черно поле f6 · бял кон на бяло поле f5 · черна пешка на черно поле g3 | 7 |
| 6 | бял цар на черно поле f8 · черен цар на черно поле h8 · бял кон на черно поле f6 · бял кон на бяло поле f5 · черна пешка на черно поле g3 | бял цар на черно поле f8 · черен цар на черно поле h8 · бял кон на черно поле f6 · бял кон на бяло поле f5 · черна пешка на черно поле g3 | бял цар на черно поле f8 · черен цар на черно поле h8 · бял кон на черно поле f6 · бял кон на бяло поле f5 · черна пешка на черно поле g3 | бял цар на черно поле f8 · черен цар на черно поле h8 · бял кон на черно поле f6 · бял кон на бяло поле f5 · черна пешка на черно поле g3 | бял цар на черно поле f8 · черен цар на черно поле h8 · бял кон на черно поле f6 · бял кон на бяло поле f5 · черна пешка на черно поле g3 | бял цар на черно поле f8 · черен цар на черно поле h8 · бял кон на черно поле f6 · бял кон на бяло поле f5 · черна пешка на черно поле g3 | бял цар на черно поле f8 · черен цар на черно поле h8 · бял кон на черно поле f6 · бял кон на бяло поле f5 · черна пешка на черно поле g3 | бял цар на черно поле f8 · черен цар на черно поле h8 · бял кон на черно поле f6 · бял кон на бяло поле f5 · черна пешка на черно поле g3 | 6 |
| 5 | бял цар на черно поле f8 · черен цар на черно поле h8 · бял кон на черно поле f6 · бял кон на бяло поле f5 · черна пешка на черно поле g3 | бял цар на черно поле f8 · черен цар на черно поле h8 · бял кон на черно поле f6 · бял кон на бяло поле f5 · черна пешка на черно поле g3 | бял цар на черно поле f8 · черен цар на черно поле h8 · бял кон на черно поле f6 · бял кон на бяло поле f5 · черна пешка на черно поле g3 | бял цар на черно поле f8 · черен цар на черно поле h8 · бял кон на черно поле f6 · бял кон на бяло поле f5 · черна пешка на черно поле g3 | бял цар на черно поле f8 · черен цар на черно поле h8 · бял кон на черно поле f6 · бял кон на бяло поле f5 · черна пешка на черно поле g3 | бял цар на черно поле f8 · черен цар на черно поле h8 · бял кон на черно поле f6 · бял кон на бяло поле f5 · черна пешка на черно поле g3 | бял цар на черно поле f8 · черен цар на черно поле h8 · бял кон на черно поле f6 · бял кон на бяло поле f5 · черна пешка на черно поле g3 | бял цар на черно поле f8 · черен цар на черно поле h8 · бял кон на черно поле f6 · бял кон на бяло поле f5 · черна пешка на черно поле g3 | 5 |
| 4 | бял цар на черно поле f8 · черен цар на черно поле h8 · бял кон на черно поле f6 · бял кон на бяло поле f5 · черна пешка на черно поле g3 | бял цар на черно поле f8 · черен цар на черно поле h8 · бял кон на черно поле f6 · бял кон на бяло поле f5 · черна пешка на черно поле g3 | бял цар на черно поле f8 · черен цар на черно поле h8 · бял кон на черно поле f6 · бял кон на бяло поле f5 · черна пешка на черно поле g3 | бял цар на черно поле f8 · черен цар на черно поле h8 · бял кон на черно поле f6 · бял кон на бяло поле f5 · черна пешка на черно поле g3 | бял цар на черно поле f8 · черен цар на черно поле h8 · бял кон на черно поле f6 · бял кон на бяло поле f5 · черна пешка на черно поле g3 | бял цар на черно поле f8 · черен цар на черно поле h8 · бял кон на черно поле f6 · бял кон на бяло поле f5 · черна пешка на черно поле g3 | бял цар на черно поле f8 · черен цар на черно поле h8 · бял кон на черно поле f6 · бял кон на бяло поле f5 · черна пешка на черно поле g3 | бял цар на черно поле f8 · черен цар на черно поле h8 · бял кон на черно поле f6 · бял кон на бяло поле f5 · черна пешка на черно поле g3 | 4 |
| 3 | бял цар на черно поле f8 · черен цар на черно поле h8 · бял кон на черно поле f6 · бял кон на бяло поле f5 · черна пешка на черно поле g3 | бял цар на черно поле f8 · черен цар на черно поле h8 · бял кон на черно поле f6 · бял кон на бяло поле f5 · черна пешка на черно поле g3 | бял цар на черно поле f8 · черен цар на черно поле h8 · бял кон на черно поле f6 · бял кон на бяло поле f5 · черна пешка на черно поле g3 | бял цар на черно поле f8 · черен цар на черно поле h8 · бял кон на черно поле f6 · бял кон на бяло поле f5 · черна пешка на черно поле g3 | бял цар на черно поле f8 · черен цар на черно поле h8 · бял кон на черно поле f6 · бял кон на бяло поле f5 · черна пешка на черно поле g3 | бял цар на черно поле f8 · черен цар на черно поле h8 · бял кон на черно поле f6 · бял кон на бяло поле f5 · черна пешка на черно поле g3 | бял цар на черно поле f8 · черен цар на черно поле h8 · бял кон на черно поле f6 · бял кон на бяло поле f5 · черна пешка на черно поле g3 | бял цар на черно поле f8 · черен цар на черно поле h8 · бял кон на черно поле f6 · бял кон на бяло поле f5 · черна пешка на черно поле g3 | 3 |
| 2 | бял цар на черно поле f8 · черен цар на черно поле h8 · бял кон на черно поле f6 · бял кон на бяло поле f5 · черна пешка на черно поле g3 | бял цар на черно поле f8 · черен цар на черно поле h8 · бял кон на черно поле f6 · бял кон на бяло поле f5 · черна пешка на черно поле g3 | бял цар на черно поле f8 · черен цар на черно поле h8 · бял кон на черно поле f6 · бял кон на бяло поле f5 · черна пешка на черно поле g3 | бял цар на черно поле f8 · черен цар на черно поле h8 · бял кон на черно поле f6 · бял кон на бяло поле f5 · черна пешка на черно поле g3 | бял цар на черно поле f8 · черен цар на черно поле h8 · бял кон на черно поле f6 · бял кон на бяло поле f5 · черна пешка на черно поле g3 | бял цар на черно поле f8 · черен цар на черно поле h8 · бял кон на черно поле f6 · бял кон на бяло поле f5 · черна пешка на черно поле g3 | бял цар на черно поле f8 · черен цар на черно поле h8 · бял кон на черно поле f6 · бял кон на бяло поле f5 · черна пешка на черно поле g3 | бял цар на черно поле f8 · черен цар на черно поле h8 · бял кон на черно поле f6 · бял кон на бяло поле f5 · черна пешка на черно поле g3 | 2 |
| 1 | бял цар на черно поле f8 · черен цар на черно поле h8 · бял кон на черно поле f6 · бял кон на бяло поле f5 · черна пешка на черно поле g3 | бял цар на черно поле f8 · черен цар на черно поле h8 · бял кон на черно поле f6 · бял кон на бяло поле f5 · черна пешка на черно поле g3 | бял цар на черно поле f8 · черен цар на черно поле h8 · бял кон на черно поле f6 · бял кон на бяло поле f5 · черна пешка на черно поле g3 | бял цар на черно поле f8 · черен цар на черно поле h8 · бял кон на черно поле f6 · бял кон на бяло поле f5 · черна пешка на черно поле g3 | бял цар на черно поле f8 · черен цар на черно поле h8 · бял кон на черно поле f6 · бял кон на бяло поле f5 · черна пешка на черно поле g3 | бял цар на черно поле f8 · черен цар на черно поле h8 · бял кон на черно поле f6 · бял кон на бяло поле f5 · черна пешка на черно поле g3 | бял цар на черно поле f8 · черен цар на черно поле h8 · бял кон на черно поле f6 · бял кон на бяло поле f5 · черна пешка на черно поле g3 | бял цар на черно поле f8 · черен цар на черно поле h8 · бял кон на черно поле f6 · бял кон на бяло поле f5 · черна пешка на черно поле g3 | 1 |
|   | a | b | c | d | e | f | g | h |   |

86. Кde4 Цg7

87. Цe7 Цg8 Малко по-упорито е 87. … Цg6 88. Цf8 Цh7 89. Цf7 Цh6 90. Цf6 Цh7 91. Кf5 Цg8 92. Цe7 g3 93. Кf6+! Цh8 94. Цf8! g2 95. Кh6 g1D 96. Кf7#

88. Цf6 Цh7 oder 88. … Цf8 89. Кd6! Цg8 90. Кb5 Цf8 91. Кc7 Цg8 92. Кe6 Цh7 93. Кf5 g3 94. Цf7 g2 95. Кg5+ Цh8 96. Кh4 g1D
97. Кg6#

89. Кf5 Цg8

90. Цe7 g3

91. Кf6+! Цh8

92. Цf8! (диаграма 7). Черните се предават, защото следва g2 93. Кd(h)6 g1D 94. Кf7 мат.

## Други примери

### Кон и пешка срещу няколко пешки
|   | a | b | c | d | e | f | g | h |   |
| 8 | черен цар на бяло поле a8 · черна пешка на бяло поле e6 · черна пешка на черно поле g5 · черна пешка на бяло поле a4 · бяла пешка на бяло поле a2 · черна пешка на черно поле b2 · бял кон на бяло поле g2 · бял цар на бяло поле d1 | черен цар на бяло поле a8 · черна пешка на бяло поле e6 · черна пешка на черно поле g5 · черна пешка на бяло поле a4 · бяла пешка на бяло поле a2 · черна пешка на черно поле b2 · бял кон на бяло поле g2 · бял цар на бяло поле d1 | черен цар на бяло поле a8 · черна пешка на бяло поле e6 · черна пешка на черно поле g5 · черна пешка на бяло поле a4 · бяла пешка на бяло поле a2 · черна пешка на черно поле b2 · бял кон на бяло поле g2 · бял цар на бяло поле d1 | черен цар на бяло поле a8 · черна пешка на бяло поле e6 · черна пешка на черно поле g5 · черна пешка на бяло поле a4 · бяла пешка на бяло поле a2 · черна пешка на черно поле b2 · бял кон на бяло поле g2 · бял цар на бяло поле d1 | черен цар на бяло поле a8 · черна пешка на бяло поле e6 · черна пешка на черно поле g5 · черна пешка на бяло поле a4 · бяла пешка на бяло поле a2 · черна пешка на черно поле b2 · бял кон на бяло поле g2 · бял цар на бяло поле d1 | черен цар на бяло поле a8 · черна пешка на бяло поле e6 · черна пешка на черно поле g5 · черна пешка на бяло поле a4 · бяла пешка на бяло поле a2 · черна пешка на черно поле b2 · бял кон на бяло поле g2 · бял цар на бяло поле d1 | черен цар на бяло поле a8 · черна пешка на бяло поле e6 · черна пешка на черно поле g5 · черна пешка на бяло поле a4 · бяла пешка на бяло поле a2 · черна пешка на черно поле b2 · бял кон на бяло поле g2 · бял цар на бяло поле d1 | черен цар на бяло поле a8 · черна пешка на бяло поле e6 · черна пешка на черно поле g5 · черна пешка на бяло поле a4 · бяла пешка на бяло поле a2 · черна пешка на черно поле b2 · бял кон на бяло поле g2 · бял цар на бяло поле d1 | 8 |
| 7 | черен цар на бяло поле a8 · черна пешка на бяло поле e6 · черна пешка на черно поле g5 · черна пешка на бяло поле a4 · бяла пешка на бяло поле a2 · черна пешка на черно поле b2 · бял кон на бяло поле g2 · бял цар на бяло поле d1 | черен цар на бяло поле a8 · черна пешка на бяло поле e6 · черна пешка на черно поле g5 · черна пешка на бяло поле a4 · бяла пешка на бяло поле a2 · черна пешка на черно поле b2 · бял кон на бяло поле g2 · бял цар на бяло поле d1 | черен цар на бяло поле a8 · черна пешка на бяло поле e6 · черна пешка на черно поле g5 · черна пешка на бяло поле a4 · бяла пешка на бяло поле a2 · черна пешка на черно поле b2 · бял кон на бяло поле g2 · бял цар на бяло поле d1 | черен цар на бяло поле a8 · черна пешка на бяло поле e6 · черна пешка на черно поле g5 · черна пешка на бяло поле a4 · бяла пешка на бяло поле a2 · черна пешка на черно поле b2 · бял кон на бяло поле g2 · бял цар на бяло поле d1 | черен цар на бяло поле a8 · черна пешка на бяло поле e6 · черна пешка на черно поле g5 · черна пешка на бяло поле a4 · бяла пешка на бяло поле a2 · черна пешка на черно поле b2 · бял кон на бяло поле g2 · бял цар на бяло поле d1 | черен цар на бяло поле a8 · черна пешка на бяло поле e6 · черна пешка на черно поле g5 · черна пешка на бяло поле a4 · бяла пешка на бяло поле a2 · черна пешка на черно поле b2 · бял кон на бяло поле g2 · бял цар на бяло поле d1 | черен цар на бяло поле a8 · черна пешка на бяло поле e6 · черна пешка на черно поле g5 · черна пешка на бяло поле a4 · бяла пешка на бяло поле a2 · черна пешка на черно поле b2 · бял кон на бяло поле g2 · бял цар на бяло поле d1 | черен цар на бяло поле a8 · черна пешка на бяло поле e6 · черна пешка на черно поле g5 · черна пешка на бяло поле a4 · бяла пешка на бяло поле a2 · черна пешка на черно поле b2 · бял кон на бяло поле g2 · бял цар на бяло поле d1 | 7 |
| 6 | черен цар на бяло поле a8 · черна пешка на бяло поле e6 · черна пешка на черно поле g5 · черна пешка на бяло поле a4 · бяла пешка на бяло поле a2 · черна пешка на черно поле b2 · бял кон на бяло поле g2 · бял цар на бяло поле d1 | черен цар на бяло поле a8 · черна пешка на бяло поле e6 · черна пешка на черно поле g5 · черна пешка на бяло поле a4 · бяла пешка на бяло поле a2 · черна пешка на черно поле b2 · бял кон на бяло поле g2 · бял цар на бяло поле d1 | черен цар на бяло поле a8 · черна пешка на бяло поле e6 · черна пешка на черно поле g5 · черна пешка на бяло поле a4 · бяла пешка на бяло поле a2 · черна пешка на черно поле b2 · бял кон на бяло поле g2 · бял цар на бяло поле d1 | черен цар на бяло поле a8 · черна пешка на бяло поле e6 · черна пешка на черно поле g5 · черна пешка на бяло поле a4 · бяла пешка на бяло поле a2 · черна пешка на черно поле b2 · бял кон на бяло поле g2 · бял цар на бяло поле d1 | черен цар на бяло поле a8 · черна пешка на бяло поле e6 · черна пешка на черно поле g5 · черна пешка на бяло поле a4 · бяла пешка на бяло поле a2 · черна пешка на черно поле b2 · бял кон на бяло поле g2 · бял цар на бяло поле d1 | черен цар на бяло поле a8 · черна пешка на бяло поле e6 · черна пешка на черно поле g5 · черна пешка на бяло поле a4 · бяла пешка на бяло поле a2 · черна пешка на черно поле b2 · бял кон на бяло поле g2 · бял цар на бяло поле d1 | черен цар на бяло поле a8 · черна пешка на бяло поле e6 · черна пешка на черно поле g5 · черна пешка на бяло поле a4 · бяла пешка на бяло поле a2 · черна пешка на черно поле b2 · бял кон на бяло поле g2 · бял цар на бяло поле d1 | черен цар на бяло поле a8 · черна пешка на бяло поле e6 · черна пешка на черно поле g5 · черна пешка на бяло поле a4 · бяла пешка на бяло поле a2 · черна пешка на черно поле b2 · бял кон на бяло поле g2 · бял цар на бяло поле d1 | 6 |
| 5 | черен цар на бяло поле a8 · черна пешка на бяло поле e6 · черна пешка на черно поле g5 · черна пешка на бяло поле a4 · бяла пешка на бяло поле a2 · черна пешка на черно поле b2 · бял кон на бяло поле g2 · бял цар на бяло поле d1 | черен цар на бяло поле a8 · черна пешка на бяло поле e6 · черна пешка на черно поле g5 · черна пешка на бяло поле a4 · бяла пешка на бяло поле a2 · черна пешка на черно поле b2 · бял кон на бяло поле g2 · бял цар на бяло поле d1 | черен цар на бяло поле a8 · черна пешка на бяло поле e6 · черна пешка на черно поле g5 · черна пешка на бяло поле a4 · бяла пешка на бяло поле a2 · черна пешка на черно поле b2 · бял кон на бяло поле g2 · бял цар на бяло поле d1 | черен цар на бяло поле a8 · черна пешка на бяло поле e6 · черна пешка на черно поле g5 · черна пешка на бяло поле a4 · бяла пешка на бяло поле a2 · черна пешка на черно поле b2 · бял кон на бяло поле g2 · бял цар на бяло поле d1 | черен цар на бяло поле a8 · черна пешка на бяло поле e6 · черна пешка на черно поле g5 · черна пешка на бяло поле a4 · бяла пешка на бяло поле a2 · черна пешка на черно поле b2 · бял кон на бяло поле g2 · бял цар на бяло поле d1 | черен цар на бяло поле a8 · черна пешка на бяло поле e6 · черна пешка на черно поле g5 · черна пешка на бяло поле a4 · бяла пешка на бяло поле a2 · черна пешка на черно поле b2 · бял кон на бяло поле g2 · бял цар на бяло поле d1 | черен цар на бяло поле a8 · черна пешка на бяло поле e6 · черна пешка на черно поле g5 · черна пешка на бяло поле a4 · бяла пешка на бяло поле a2 · черна пешка на черно поле b2 · бял кон на бяло поле g2 · бял цар на бяло поле d1 | черен цар на бяло поле a8 · черна пешка на бяло поле e6 · черна пешка на черно поле g5 · черна пешка на бяло поле a4 · бяла пешка на бяло поле a2 · черна пешка на черно поле b2 · бял кон на бяло поле g2 · бял цар на бяло поле d1 | 5 |
| 4 | черен цар на бяло поле a8 · черна пешка на бяло поле e6 · черна пешка на черно поле g5 · черна пешка на бяло поле a4 · бяла пешка на бяло поле a2 · черна пешка на черно поле b2 · бял кон на бяло поле g2 · бял цар на бяло поле d1 | черен цар на бяло поле a8 · черна пешка на бяло поле e6 · черна пешка на черно поле g5 · черна пешка на бяло поле a4 · бяла пешка на бяло поле a2 · черна пешка на черно поле b2 · бял кон на бяло поле g2 · бял цар на бяло поле d1 | черен цар на бяло поле a8 · черна пешка на бяло поле e6 · черна пешка на черно поле g5 · черна пешка на бяло поле a4 · бяла пешка на бяло поле a2 · черна пешка на черно поле b2 · бял кон на бяло поле g2 · бял цар на бяло поле d1 | черен цар на бяло поле a8 · черна пешка на бяло поле e6 · черна пешка на черно поле g5 · черна пешка на бяло поле a4 · бяла пешка на бяло поле a2 · черна пешка на черно поле b2 · бял кон на бяло поле g2 · бял цар на бяло поле d1 | черен цар на бяло поле a8 · черна пешка на бяло поле e6 · черна пешка на черно поле g5 · черна пешка на бяло поле a4 · бяла пешка на бяло поле a2 · черна пешка на черно поле b2 · бял кон на бяло поле g2 · бял цар на бяло поле d1 | черен цар на бяло поле a8 · черна пешка на бяло поле e6 · черна пешка на черно поле g5 · черна пешка на бяло поле a4 · бяла пешка на бяло поле a2 · черна пешка на черно поле b2 · бял кон на бяло поле g2 · бял цар на бяло поле d1 | черен цар на бяло поле a8 · черна пешка на бяло поле e6 · черна пешка на черно поле g5 · черна пешка на бяло поле a4 · бяла пешка на бяло поле a2 · черна пешка на черно поле b2 · бял кон на бяло поле g2 · бял цар на бяло поле d1 | черен цар на бяло поле a8 · черна пешка на бяло поле e6 · черна пешка на черно поле g5 · черна пешка на бяло поле a4 · бяла пешка на бяло поле a2 · черна пешка на черно поле b2 · бял кон на бяло поле g2 · бял цар на бяло поле d1 | 4 |
| 3 | черен цар на бяло поле a8 · черна пешка на бяло поле e6 · черна пешка на черно поле g5 · черна пешка на бяло поле a4 · бяла пешка на бяло поле a2 · черна пешка на черно поле b2 · бял кон на бяло поле g2 · бял цар на бяло поле d1 | черен цар на бяло поле a8 · черна пешка на бяло поле e6 · черна пешка на черно поле g5 · черна пешка на бяло поле a4 · бяла пешка на бяло поле a2 · черна пешка на черно поле b2 · бял кон на бяло поле g2 · бял цар на бяло поле d1 | черен цар на бяло поле a8 · черна пешка на бяло поле e6 · черна пешка на черно поле g5 · черна пешка на бяло поле a4 · бяла пешка на бяло поле a2 · черна пешка на черно поле b2 · бял кон на бяло поле g2 · бял цар на бяло поле d1 | черен цар на бяло поле a8 · черна пешка на бяло поле e6 · черна пешка на черно поле g5 · черна пешка на бяло поле a4 · бяла пешка на бяло поле a2 · черна пешка на черно поле b2 · бял кон на бяло поле g2 · бял цар на бяло поле d1 | черен цар на бяло поле a8 · черна пешка на бяло поле e6 · черна пешка на черно поле g5 · черна пешка на бяло поле a4 · бяла пешка на бяло поле a2 · черна пешка на черно поле b2 · бял кон на бяло поле g2 · бял цар на бяло поле d1 | черен цар на бяло поле a8 · черна пешка на бяло поле e6 · черна пешка на черно поле g5 · черна пешка на бяло поле a4 · бяла пешка на бяло поле a2 · черна пешка на черно поле b2 · бял кон на бяло поле g2 · бял цар на бяло поле d1 | черен цар на бяло поле a8 · черна пешка на бяло поле e6 · черна пешка на черно поле g5 · черна пешка на бяло поле a4 · бяла пешка на бяло поле a2 · черна пешка на черно поле b2 · бял кон на бяло поле g2 · бял цар на бяло поле d1 | черен цар на бяло поле a8 · черна пешка на бяло поле e6 · черна пешка на черно поле g5 · черна пешка на бяло поле a4 · бяла пешка на бяло поле a2 · черна пешка на черно поле b2 · бял кон на бяло поле g2 · бял цар на бяло поле d1 | 3 |
| 2 | черен цар на бяло поле a8 · черна пешка на бяло поле e6 · черна пешка на черно поле g5 · черна пешка на бяло поле a4 · бяла пешка на бяло поле a2 · черна пешка на черно поле b2 · бял кон на бяло поле g2 · бял цар на бяло поле d1 | черен цар на бяло поле a8 · черна пешка на бяло поле e6 · черна пешка на черно поле g5 · черна пешка на бяло поле a4 · бяла пешка на бяло поле a2 · черна пешка на черно поле b2 · бял кон на бяло поле g2 · бял цар на бяло поле d1 | черен цар на бяло поле a8 · черна пешка на бяло поле e6 · черна пешка на черно поле g5 · черна пешка на бяло поле a4 · бяла пешка на бяло поле a2 · черна пешка на черно поле b2 · бял кон на бяло поле g2 · бял цар на бяло поле d1 | черен цар на бяло поле a8 · черна пешка на бяло поле e6 · черна пешка на черно поле g5 · черна пешка на бяло поле a4 · бяла пешка на бяло поле a2 · черна пешка на черно поле b2 · бял кон на бяло поле g2 · бял цар на бяло поле d1 | черен цар на бяло поле a8 · черна пешка на бяло поле e6 · черна пешка на черно поле g5 · черна пешка на бяло поле a4 · бяла пешка на бяло поле a2 · черна пешка на черно поле b2 · бял кон на бяло поле g2 · бял цар на бяло поле d1 | черен цар на бяло поле a8 · черна пешка на бяло поле e6 · черна пешка на черно поле g5 · черна пешка на бяло поле a4 · бяла пешка на бяло поле a2 · черна пешка на черно поле b2 · бял кон на бяло поле g2 · бял цар на бяло поле d1 | черен цар на бяло поле a8 · черна пешка на бяло поле e6 · черна пешка на черно поле g5 · черна пешка на бяло поле a4 · бяла пешка на бяло поле a2 · черна пешка на черно поле b2 · бял кон на бяло поле g2 · бял цар на бяло поле d1 | черен цар на бяло поле a8 · черна пешка на бяло поле e6 · черна пешка на черно поле g5 · черна пешка на бяло поле a4 · бяла пешка на бяло поле a2 · черна пешка на черно поле b2 · бял кон на бяло поле g2 · бял цар на бяло поле d1 | 2 |
| 1 | черен цар на бяло поле a8 · черна пешка на бяло поле e6 · черна пешка на черно поле g5 · черна пешка на бяло поле a4 · бяла пешка на бяло поле a2 · черна пешка на черно поле b2 · бял кон на бяло поле g2 · бял цар на бяло поле d1 | черен цар на бяло поле a8 · черна пешка на бяло поле e6 · черна пешка на черно поле g5 · черна пешка на бяло поле a4 · бяла пешка на бяло поле a2 · черна пешка на черно поле b2 · бял кон на бяло поле g2 · бял цар на бяло поле d1 | черен цар на бяло поле a8 · черна пешка на бяло поле e6 · черна пешка на черно поле g5 · черна пешка на бяло поле a4 · бяла пешка на бяло поле a2 · черна пешка на черно поле b2 · бял кон на бяло поле g2 · бял цар на бяло поле d1 | черен цар на бяло поле a8 · черна пешка на бяло поле e6 · черна пешка на черно поле g5 · черна пешка на бяло поле a4 · бяла пешка на бяло поле a2 · черна пешка на черно поле b2 · бял кон на бяло поле g2 · бял цар на бяло поле d1 | черен цар на бяло поле a8 · черна пешка на бяло поле e6 · черна пешка на черно поле g5 · черна пешка на бяло поле a4 · бяла пешка на бяло поле a2 · черна пешка на черно поле b2 · бял кон на бяло поле g2 · бял цар на бяло поле d1 | черен цар на бяло поле a8 · черна пешка на бяло поле e6 · черна пешка на черно поле g5 · черна пешка на бяло поле a4 · бяла пешка на бяло поле a2 · черна пешка на черно поле b2 · бял кон на бяло поле g2 · бял цар на бяло поле d1 | черен цар на бяло поле a8 · черна пешка на бяло поле e6 · черна пешка на черно поле g5 · черна пешка на бяло поле a4 · бяла пешка на бяло поле a2 · черна пешка на черно поле b2 · бял кон на бяло поле g2 · бял цар на бяло поле d1 | черен цар на бяло поле a8 · черна пешка на бяло поле e6 · черна пешка на черно поле g5 · черна пешка на бяло поле a4 · бяла пешка на бяло поле a2 · черна пешка на черно поле b2 · бял кон на бяло поле g2 · бял цар на бяло поле d1 | 1 |
|   | a | b | c | d | e | f | g | h |   |

След 1.Цc2 a3 2.Ке3! черните не могат да преминат с царя през линията d, тъй като това води до загуба на пешката.
Например: 2. ... Цb7 3.Kg4 Цс6 4.Ке5+ Цd5 (4. ... Цd6 5.Kf7+) 
 5.Kf3! g4 6.Kh2 g3 7.Kf1 g2 8.Ке3+ и, взимайки пешката, белите достигат реми.